# Православний літургійний календар
Правосла́вний літургі́йний календа́р описує й визначає ритм життя Православної Католичної й Апостольської Церкви. Окрім того, із невеликими варіаціями, його використовують греко-католицькі церкви, що перебувають у складі Католицької церкви і мають євхаристійне спілкування з Латинською церквою. З кожною датою асоціюється цитата зі Святого Письма, дні пам'яті святих та святкові події, а також спеціальні правила для посту чи святкування. Останні відповідають дню тижня та пов'язані з великими святами.
Існує два типи свят у календарі Православної церкви: перехідні і неперехідні (рухомі й нерухомі). Неперехідні свята з'являються у календарі одного й того ж дня щороку, а дата перехідних щороку змінюється. Перехідні свята переважно прив'язані до дати Пасхи (Великодня), тому цикл таких перехідних свят також називається Пасхалія або пасхальний цикл.
Також термін «православний календар» у розмовній мові використовують на позначення літочислення, прийнятого у тій чи іншій автокефальній Церкві: нового або старого стилю (новоюліанський і юліанський календарі відповідно). У Вселенському патріархаті Константинополя, Грецькій православній церкві Александрії, Грецькій православній церкві Антіохії, Румунській православній церкві, Болгарській православній церкві, Церкві Кіпру, Церкві Греції, Православній автокефальній церкві Албанії, Православній церкві Чеських земель і Словаччини, Православній церкві України та Православній церкві Америки прийнятий новоюліанський календар, що до 2800 року збігається з григоріанським (однак Пасхалія обчислюється Александрійським методом як і за юліанським календарем). Автономна Фінляндська Православна Церква Вселенського патріархату єдина живе повністю за григоріанським календарем, включаючи обчислення Пасхалії.
Грецька православна церква Єрусалима, Московський патріархат, Грузинська апостольська автокефальна православна церква, Сербська православна церква, Польська автокефальна православна церква та Македонська православна церква — Охридська архієпископія відзначають свята за юліанським календарем, який відстає на 13 днів від григоріанського календаря через похибку, що робить його астрономічно неправильним. Наступна похибка, яка додасть ще один зайвий день, відбудеться 2100 року.

## Свята
Елементами річного кола богослужінь є християнські свята. В основному річне коло свят склалося у християнстві протягом 1-4 століття. Виділяють кілька груп християнських свят.

### Дванадесяті свята
Це дванадцять найвизначніших свят. У Православній церкві здавна встановлені та щорічно у певні дні звершуються урочистості у пам'ять про найважливіші події земного життя Ісуса Христа та Його Матері. Серед дванадесятих свят виділяються т. зв. неперехідні свята (з фіксованими датами святкування). Зауважте, що далі подано свята починаючи з індикту та за календарями східних церков візантійського обряду, які користуються новоюліанським календарем, зокрема Православної церкви України й Української греко-католицької церкви:
- Різдво Пресвятої Богородиці — 8 вересня;
- Воздвиження Хреста Господнього — 14 вересня;
- Уведення в храм Пресвятої Богородиці — 21 листопада;
- Різдво Христове — 25 грудня;
- Хрещення Господнє (Богоявлення) — 6 січня;
- Стрітення Господнє — 2 лютого;
- Благовіщення — 25 березня;
- Преображення Господнє, також Спас — 6 серпня;
- Успіння Пресвятої Богородиці — 15 серпня;

Інша група дванадесятих свят — перехідні, дата яких пов'язана зі святкуванням християнської Пасхи (тому вони ще звуться пасхальними). Це, зокрема:
- Вхід Господній у Єрусалим — за тиждень до Пасхи;
- Вознесіння Господнє — 40-й день після Пасхи;
- День Святої Трійці (П'ятидесятниця, Сошестя Святого Духа) — 50-й день після Пасхи.

Пасха — свято Воскресіння Ісуса Христа. Святкується на згадку про події, зображені в Євангеліях. Охоплює передпасхальний тиждень (т. зв. «страсний», пов'язаний зі згадкою про останній тиждень земного життя Ісуса); пасхальну неділю (свято Світлого Христового Воскресіння); післяпасхальний тиждень (т. зв. «чистий»). Пасха є перехідним святом, її дата пов'язана із визначенням дати юдейського свята Песах і з зіставленням сонячного та місячного календарів. Схема ця має назву пасхалії і була визначена на Нікейському соборі на початку 4 століття. Згідно з нею християнську Пасху святкують у першу неділю після повного місяця, що або збігається з весняним рівноденням, або настає за ним; при цьому не допускається збіг з юдейською пасхою (свято Песах). Протягом кількох століть 1 тисячоліття вирішувалося питання про визначення терміну чи дати святкування пасхи. Існували різні схеми обчислення цього періоду. На Заході це було т. зв. Римське обчислення, на Сході — Александрійське. На Сході таблиці-пасхалії укладалися у V—VI ст. Феофілом Александрійським, Кирилом Александрійським; на Заході — Вікторином Аквітанським, Діонісієм Малим. Після багаторічних дискусій Римська церква прийняла систему Діонісія Малого, Східна — продовжувала триматися александрійської системи.
До Великих свят річного кола богослужінь належать:
- Обрізання Господнє — 1 січня;
- Покрова Пресвятої Богородиці — 1 жовтня;
- Різдво Івана Хрестителя — 24 червня;
- Усікновення голови Івана Хрестителя — 29 серпня;

Протягом усього року святкуються дні народження та дні пам'яті святих. Окремі християнські громади святкують т. зв. престольні (або храмові) свята (дні святих, на честь яких були побудовані їхні храми).

## Пости
Пости посідають значне місце у християнстві. Наприклад, у православному церковному календарі близько 200 днів припадає на пости. Крім щотижневих постів у середу та п'ятницю, це пости на деякі дванадесяті та великі свята, а також чотири багатоденних пости — Великий, Петрів, Успенський і Різдвяний.
- Великий піст (передпасхальний) — понад 40 днів, передує Пасці;
- Петрів піст починається у перший понеділок після Дня Духу і закінчується 28 червня;
- Успінський піст триває з 1 серпня по 14 серпня;
- Різдвяний піст (або Пилипів) — з 15 листопада по 24 грудня.

За християнським віровченням, пости є випробуванням віруючих на стійкість проти спокуси, — на терпіння та смирення. Крім утримування від деяких видів їжі (що найбільш помітно в постах), важливішим є «духовне утримання», духовне очищення, духовне самовдосконалення віруючого і удосконалення ним навколишнього світу.

## Неперехідні свята за місяцями
Новоюліанський календар, яким обслуговується одинадцять з шістнадцяти автокефальних православних церков:
| Січень |
| --- |
| - 1 — НОВИЙ РІК. ОБРІЗАННЯ ГОСПОДНЄ. Свт. Василія Великого, архієп. Кесарії Каппадокійської (379). Свт. Петра Могили, митрополита Київського і Галицького, та всієї Руси (1647). Мч. Василія Анкирського (бл. 362). Св. Емілії, матері свт. Василія Великого (ІV). Літургія за чином свт. Василія Великого. - 2 — Передсвято Богоявлення. Свт. Сильвестра, папи Римського (335). Прп. Серафима Саровського, чудотворця (1833). Прп. Сильвестра Києво-Печерського, в Ближніх печерах (ХІІ). Сщмч. Феогена, єп. Парійського (бл. 320). - 3 — Прор. Малахії (400 р. до Р. Хр.). Мч. Гордія (ІV). - 4 — Собор 70-х апостолів: Якова, брата Господнього, Марка і Луки, євангелистів, Клеопи, Симеона, Варнави, Іосії, званого Юстом, Фадея, Ананія, Стефана, Филипа, Прохора, Никанора, Тимона, Пармена, Тимофія, Тита, Филимона, Онисима, Єпафраса, Архипа, Сили, Силуана, Крискента, Криспа, Єпенета, Андроніка, Стахія, Амплія, Урвана, Наркиса, Апелія, Аристовула, Родіона (Іродіона), Агава, Руфа, Асинкрита, Флегонта, Єрма, Патрова, Єрмія, Ліна, Гайя, Філолога, Лукія, Ясона, Сосипатра, Олімпа (Олімпана), Тертія, Ераста, Куарта, Євода, Онисифора, Климента, Сосфена, Аполлоса, Тихика, Єпафродита, Карпа, Кондрата, Марка, сина Варнави, Зіни, законника, Аристарха, Пуда, Трофима, Марка, Артеми, Акили, Фортуната, Ахаїка, Діонісія Ареопагіта і Симеона Нігера (І). Прп. Феоктиста, ігум. Кукума Сикелійського (800). Свт. Євстафія І, архієп. Сербського (бл. 1285). Прп. Ахили, дияк., Києво-Печерського, в Дальніх печерах (ХІV). Прмч. Зосими і мч. Афанасія (ІІІ — ІV). - 5 — Навечір'я Богоявлення (Хрещенський святвечір). Сщмч. Феопемпта, єп. Нікомидійського, і мч. Феони, волхва (303). Прп. Синклітикії Олександрійської (бл. 350). Прор. Михея (ІХ ст. до Р. Хр.). Прп. Аполлінарії (бл. 470). Прпп. Фостирія та Мини (VІ). Прп. Григорія Акритського (бл. 820). Літургія за чином свт. Василія Великого. - 6 — СВЯТЕ БОГОЯВЛЕННЯ. ХРЕЩЕННЯ ГОСПОДА БОГА І СПАСИТЕЛЯ НАШОГО ІСУСА ХРИСТА. Літургія за чином свт. Іоана Золотоустого - 7 — Післясвято Богоявлення. Собор Предтечі і Хрестителя Господнього Іоана. - 8 — Прпп. Георгія Хозевіта (VІІ) та Еміліана, спов. (ІХ). Прп. Домніки (бл. 474). Прп. Григорія, чудотворця Києво-Печерського, в Ближніх печерах (1093). Прп. Григорія, затворника Києво-Печерського, в Дальніх печерах (ХІІІ — ХІV). Сщмч. Картерія, пресвітера Кесарії Каппадокійської (304). Мчч. Феофіла, диякона, та Елладія (ІV). Мчч. Юліана, Келсія, Антонія, Анастасія, мцц. Василіси і Маріонили, сімох отроків та 20-ох воїнів (313). Прп. Іллі Єгипетського (ІV). Мч. Або Тбіліського (бл. 790, Груз.). - 9 — Мч. Полієвкта (259). Прор. Самея (Х ст. до Р. Хр.). Свт. Петра, єп. Севастії Вірменської (ІV). Прп. Євстратія, чудотворця (ІХ). - 10 — Свт. Григорія, єп. Ниського (395). Прп. Дометіана, єп. Мелітинського (601). Прп. Маркіана, пресвітера (V). Прп. Макарія. Блж. Феозви, диякониси, сестри свт. Григорія Ниського (385). - 11 — Прп. Феодосія Великого, спільних житій начальника (529). Прп. Феодосія Антіохійського (бл. 412). Єлецької ікони Божої Матері (1060). - 12 — Мц. Тетяни і тих з нею, що в Римі були замучені (226—235). Свт. Сави, архієп. Сербського (1237). Мч. Мертія (284—305). Мч. Петра Авесаломіта (309—310). Прп. Євпраксії, діви Тавенської (393). Ікон Божої Матері, званих «Акафістна» та «Молокоживителька». - 13 — Мчч. Єрмила та Стратоніка (бл. 315). Мч. Петра Анійського (309—310). Прп. Якова, єп. Низибійського (350). - 14 — Віддання свята Богоявлення. Прпп. отців, що в Синаї й Раїфі були вбиті: Ісаї, Сави, Мойсея і учня його Мойсея, Єремії, Павла, Адама, Сергія, Домна, Прокла, Іпатія, Ісаака, Макарія, Марка, Веніаміна, Євсевія, Іллі та інших із ними (ІV — V). Рівноап. Ніни, просвітительки Грузії (335). Прп. Йосифа Аналітина Раїфського (ІV). Прп. Феодула (V). Прп. Стефана (VІІІ). - 15 — Прп. Павла Фівейського (341) та Іоана Кущника (V). Прмч. Пансофія (249—251). Прпп. Прохора (Х) і Гавриїла (ХІ, Серб.). - 16 — Поклоніння оковам ап. Петра. Мчч. Спевсипа, Єлевсипа, Малевсипа і бабці їхньої Леоніли, і з ними Неона, Турвона та Іовили (161—180). Мч. Данакта, читця (ІІ). - 17 — Прп. Антонія Великого (356). - 18 — Свт. Афанасія (373) та Кирила (444), архієпп. Олександрійських. Прп. Маркіана Кирського (бл. 388). - 19 — Прп. Макарія Великого, Єгипетського (390—391). Свт. Марка, архієп. Ефеського (1457). Прп. Макарія, посника Києво-Печерського, в Ближніх печерах (ХІІ). Прп. Макарія, диякона Києво-Печерського, в Дальніх печерах (ХІV). Мц. Євфрасії, діви (303). Прп. Макарія Олександрійського (394—395). Свт. Арсенія, архієп. Керкирського (VІІІ). Прп. Антонія, стовпника, Марткобського (VІ, Груз.). - 20 — Прп. Євфимія Великого (473). Прпп. Євфимія схимника (ХІV) і Лаврентія затворника (ХІІІ — ХІV), Києво-Печерських, в Дальніх печерах. Мчч. Інни, Пінни і Римми (І — ІІ). Мчч. Васса, Євсевія, Євтихія і Василіда (303). - 21 — Прп. Максима, спов. (662). Мч. Неофіта (304). Мчч. Євгенія, Кандида, Валеріана й Акили (ІІІ). Прп. Максима Грека (1556). Мц. Агнії, діви (бл. 304). Мч. Анастасія (662). Ктиторської (ІV) та названої «Вірада» або «Втіха» (807), Ватопедських ікон Божої Матері. - 22 — Ап. Тимофія (бл. 96). Прмч. Анастасія Персидського (628). Прмч. Анастасія, дияк. Києво-Печерського, в Ближніх печерах (ХІІ). Мчч. Мануїла, Георгія, Петра, Леонтія, єпископів, Сионія, Гавриїла, Іоана, Леонта, Парода, пресвітерів, та інших 377 (бл. 817). - 23 — Сщмч. Климента, єп. Анкирського, і мч. Агафангела (312). Прп. Мавсими Сиріна (ІV). Прп. Самана, мовчальника (бл. 400). Свт. Павлина Милостивого, єп. Ноланського (431). Спомин VІ Вселенського собору (680—681). - 24 — Прп. Ксенії (V). Мчч. Вавили Сицилійського та учнів його Тимофія й Агапія (ІІІ). Прп. Македонія, Сирійського пустельника (бл. 420). Перенесення мощей прмч. Анастасія Персидського (VІІ). - 25 — Свт. Григорія Богослова, архієпископа Константинопольського (389). Мц. Філіцати та синів її Януарія, Фелікса, Филипа, Сильвана, Олександра, Віталія і Марціала (164). Прп. Поплія Сирійського (380). Прп. Мара, співця (бл. 430). Ікони Божої Матері, званої «Утамуй мої печалі». - 26 — Прпп. Ксенофонта, дружини його Марії та синів їхніх Аркадія та Іоана (V—VІ). Мчч. Ананії, пресвітера, Петра, сторожа в'язниці, з ними сімох воїнів (295). Прп. Симеона Ветхого (бл. 390). Перенесення мощей прп. Федора, ігумена Студійського (845). Свт. Йосифа, архієп. Солунського (830). Блгв. Давида ІІІ Відновителя, царя Іверії та Абхазії (1125, Груз.). - 27 — Перенесення мощей святителя Іоана Золотоустого (438). - 28 — Прп. Єфрема Сиріна (373—379). Прп. Єфрема Києво-Печерського, єп. Переяславського (бл. 1098). Прп. Палладія, пустельника (ІV). Прп. Ісаака Сиріна, єп. Ніневійського (VІ). Прп. Єфрема Угрина (1053). - 29 — Перенесення мощей сщмч. Ігнатія Богоносця (107). Свт. Лаврентія, затворника Києво-Печерського, єп. Туровського, в Ближніх печерах (1194). Мчч. Романа, Якова, Філофея, Іперихія, Авіва, Юліана і Паригорія (297). Мчч. Сильвана, єп., Луки, дияк., Мокія, читця (312). - 30 — Собор вселенських учителів і святителів Василія Великого, Григорія Богослова та Іоана Золотоустого. Сщмч. Іполита та з ним мчч. Кенсорина, Савина, Фрисії, діви та інших 20 мчч. (ІІІ). Прп. Зинона, посника КиєвоПечерського, в Дальніх печерах (ХІV). Прп. Зинона, учня свт. Василія Великого (V). Мч. Феофіла Нового (784). Блгв. Петра, царя Болгарського (967). - 31 — Безсрр., мчч. Кира та Іоана і з ними мцц. Афанасії та дочок її Феодотії, Феоктисти і Євдоксії (311). Свт. Микити, затворника Києво-Печерського, єп. Новгородського (1108). Мчч. Вікторина, Віктора, Никифора, Клавдія, Діодора, Серапіона і Папія (251). Мц. Трифени Кизицької. Редагувати шаблон · Детальніше… |
| Лютий |
| - 1 — Передсвято Стрітення Господнього. Мч. Трифона (250). Мц. Перпетуї, мчч. Сатира, Ревоката, Саторнила, Секунда і мц. Феліцитати (202—203). Прп. Петра Галатійського (429). Прп. Вендиміана, пустельника Вифинійського (бл. 512). - 2 — СТРІТЕННЯ ГОСПОДА НАШОГО ІСУСА ХРИСТА. - 3 — Післясвято Стрітення Господнього. Правв. Симеона Богоприїмця і Анни, пророчиці. Прор. Азарії (Х ст. до Р. Хр.). Мчч. Папія, Діодора, Клавдіана (250). Мчч. Адріана і Єввула (308—309). Мч. Власія Кесарійського (ІІІ). Свт. Ігнатія Маріупольського, митр. Готфейського і Кефайського (1786). Рівноап. Миколая, архієп. Японського (1912). День інтронізації Блаженнішого Митрополита Київського і всієї України Епіфанія. - 4 — Прп. Ісидора Пелусіотського (бл. 436—440). Мч. Іадора (ІІІ). Сщмч. Аврамія, єп. Арвильського (бл. 344—347). Прп. Миколая, спов., ігумена Студійського (868). - 5 — Мц. Агафії (251). Свт. Феодосія, архієп. Чернігівського (1696). Мц. Феодули і мчч. Елладія, Макарія і Євагрія (бл. 304). Єлецько-Чернігівської (1060), Сицилійської, або Дивногорської (1092), і званої «Віднайдення загиблих» ікон Божої Матері. - 6 — Прп. Вукола, єп. Смирнського (бл. 100). Прп. Варсонофія Великого та Іоана, пророка (VІ). Свт. Фотія, патр. Константинопольського (891). Мцц. Дорофеї, Христини, Каллісти і мч. Феофіла (288—300). Мц. Фавсти, мчч. Євіласія і Максима (305—311). Мч. Юліана (312). Мцц. Марфи, Марії та брата їх прмч. Ликаріона, отрока. - 7 — Прп. Парфенія, єп. Лампсакійського (ІV). Прп. Луки Елладського (бл. 946). 1003 мчч. Нікомидійських (303). - 8 — Віддання свята Стрітення Господнього. Вмч. Феодора Стратилата (319). Прор. Захарії Серповидця (бл. 520 до Р. Хр.). Свт. Сави ІІ, архієп. Сербського (1268—1269). - 9 — Мч. Никифора з Антіохії Сирійської (бл. 257). Прп. Панкратія, ієром., затворника Києво-Печерського, в Дальніх печерах (ХІІІ). Знайдення мощей свт. Інокентія, єп. Іркутського (1805).Сщмчч. Маркела, єп. Сикелійського, Філагрія, єп. Кіпрського, і Панкратія, єп. Тавроменійського (І). - 10 — Сщмч. Харалампія і з ним мчч. Порфирія і Вантоса та трьох мучениць (202). Блгв. кн. Анни Новгородської (1056). Прп. Прохора, чудотворця Києво-Печерського, в Ближніх печерах (1107). Мцц. дів Єнафи, Валентини і Павли (308). - 11 — Сщмч. Власія, єп. Севастійського (бл. 316). Блгв. кн. Всеволода, у хрещенні Гавриїла, Псковського (1138). Прав. Феодори, цариці Грецької, що відновила вшанування святих ікон (бл. 867). - 12 — Іверської ікони Божої Матері. Свт. Мелетія, архієп. Антіохійського (381). Свт. Олексія, митр. Київського і всієї Руси, чудотворця (1378). Свт. Мелетія, архієп. Харківського (1840). Прп. Марії, званої Марином, та батька її Євгенія (VІ). Свт. Антонія, патр. Константинопольського (895). - 13 — Прп. Мартиніана (V). Прпп. Зої і Фотинії (Світлани) (V). Прп. Євлогія, архієп. Олександрійського (607—608). Блгв. кн. Костянтина Острозького (1608). Прп. Стефана, у чернецтві Симеона, царя Сербського, Мироточивого (1200). - 14 — Прп. Авксентія (бл. 470). Рівноап. Кирила, учителя слов'янського (869). Прп. Ісакія, затворника Києво-Печерського, в Ближніх печерах (бл. 1090). 12-ох греків, будівників соборної Успенської церкви КиєвоПечерської лаври (ХІ). Перенесення мощей блгв. кн. Михаїла Чернігівського і боярина його Феодора (1578). Прп. Марона, пустельника Сирійського (ІV). Свт. Аврамія, єп. Каррійського (V). - 15 — Ап. від 70-х Онисима (бл. 109). Прп. Пафнутія, затворника Києво-Печерського, в Дальніх печерах (ХІІІ). Прп. Пафнутія і дочки його Єфросинії (V). Прп. Євсевія, пустельника Сирійського (V). Віленської (перенесення у Вільно в 1495 р.) і Далматської (1646) ікон Божої Матері. - 16 — Мчч. Памфіла, пресвітера, Валента (Уалента), диякона, Павла, Порфирія, Селевкія, Феодула, Юліана, Самуїла, Іллі, Даниїла, Єремії, Ісаї (307—309). Мчч. персидських в Мартирополі (ІV). Прп. Маруфа, єп. Месопотамського (422). Літургія Ранішосвячених Дарів. - 17 — Вмч. Феодора Тирона (бл. 306). Прп. Феодора, мовчальника КиєвоПечерського, в Дальніх печерах (ХІІІ). Прав. Маріамни, сестри ап. Филипа (І). Знайдення мощей мч. Мини Калікелада (867—889). - 18 — Свт. Льва, папи Римського (461). Свт. Агапіта, спов., єп. Синадського (ІV). Свт. Флавіана, спов., патр. Царгородського (449—450). Прп. Косми Яхромського (1492). Літургія Ранішосвячених Дарів. - 19 — Апп. від 70-х: Архипа та Филимона і мц. рівноап. Апфії (І). Мчч. Максима, Феодота, Ісихія, мц. Асклипіодоти (305—311). Прпп. Євгенія і Макарія, сповідників, пресвітерів Антиохійських (363). Прп. Досифея (VІІ), учня прп. авви Дорофея. Прп. Равули (бл. 530). Літургія свт. Іоана Золотоустого. - 20 — Прп. Льва, єп. Катанського (бл. 780). Блгв. кн. Київського Ярослава Мудрого (1054). Прп. Агафона, чудотворця Києво-Печерського, в Дальніх печерах (ХІІІ — ХІV). Сщмч. Садока, єп. Персидського, і з ним 128 мчч. (342—344). Прп. Агафона, папи Римського (682). Літургія за чином свт. Василія Великого. - 21 — Прп. Тимофія, що в Символах (795). Свт. Євстафія, архієп. Антіохійського (337). Свт. Георгія, єп. Амастридського (802—811). Козельщанської ікони Божої Матері (1881). - 22 — Знайдення мощей мучеників, що в Євгенії (395—423). Мчч. Маврикія і 70-х воїнів: Фотина, Феодора, Филипа та інших (бл. 305). Прпп. Фаласія, Лимнія і Варадата, пустельників сирійських (V). Прп. Афанасія, спов. (821). - 23 — Сщмч. Полікарпа, єп. Смирнського (167). Прпп. Іоана, Антіоха, Антоніна, Мойсея, Зевина, Поліхронія, Мойсея іншого і Даміана, пустельників сирійських (V). Прп. Олександра, ченця, ігумена обителі «Невсипущих» (бл. 430). Літургія Ранішосвячених Дарів. - 24 — Перше (ІV) і друге (452) знайдення голови Іоана Предтечі. Прп. Еразма Києво-Печерського, в Ближніх печерах (бл. 1160). Літургія Ранішосвячених Дарів. - 25 — Свт. Тарасія, архієп. Константинопольського (806). Літургія Ранішосвячених Дарів. - 26 — Свт. Порфирія, архієп. Газького (420). Мч. Севастіана (бл. 66). Літургія за чином свт. Іоана Золотоустого. - 27 — Прп. Прокопія Декаполіта, спов. (бл. 750). Прп. Тита, пресвітера Києво-Печерського, в Ближніх печерах (1190). Прп. Тита Києво-Печерського, колишнього воїна, що в Дальніх печерах (ХІV). Прп. Фалалея Сирійського (бл. 460). Літургія за чином свт. Василія Великого. - 28 — Святителя Арсенія (Мацієвича), митр. Ростовського (1772). Прп. Василія, сповідника (750). Сщмч. Протерія, патр. Олександрійського (457). Сщмч. Нестора, єп. Магіддійського (250). Прпп. жон Марини і Кіри (бл. 450). - 29 (у невисокосний рік пам'ять переноситься на 28 лютого) — Прп. Касіяна Римлянина (435). Прп. Касіяна, затворника Печерського, у Дальніх печерах (XIII — ХІV). Прп. Іоана, нареченого Варсонофієм, єп. Дамаського (V); Феокториста (VІІІ). Редагувати шаблон · Детальніше… |
| Березень |
| - 1 — Прмц. Євдокії (бл. 160—170). Мчч. Нестора і Тривімія (ІІІ). Мц. Антоніни (ІІІ — ІV). Мчч. Маркела і Антонія. Прп. Домніни Сирійської (бл. 450—460). - 2 — Сщмч. Феодота, єп. Киринейського (бл. 326). Свт. Іова (Борецького), митр. Київського і всієї Руси (1631). Мц. Євфалії (257). Мч. Троадія (ІІІ). Прп. Агафона Єгипетського (V). Мчч. 440 італійських (579). Свт. Арсенія, єп. Тверського (1409). Літургія Ранішосвячених Дарів. - 3 — Мчч. Євтропія, Клеоника і Василіска (бл. 308). Прп. Піами, діви (337). Свв. Зинона і Зоїла. - 4 — Прп. Герасима, що на Йордані (475). Мчч. Павла і Юліанії (бл. 273). Прп. Якова, посника (VІ). Перенесення мощей блгв. кн. В'ячеслава Чеського (938). Прп. Герасима Вологодського (1178). Свт. Григорія, єп. Констанції Кіпрської. Прп. Іоасаф Снітногороський. Літургія Ранішосвячених Дарів. - 5 — Мч. Конона Ісаврійського (І). Мч. Онисія (І). Мч. Конона, градаря (городника) (ІІІ). Мц. Іраїди. Мч. Євлогія, що в Палестині. Мч. Євлампія. Прп. Марка (V). Прп. Ісихія (бл. 790). Літургія за чином свт. Іоана Золотоустого. - 6 — Мчч. 42 в Амморії: Костянтина, Аетія, Феофіла, Феодора, Мелісена, Каліста, Васоя та інших з ними (бл. 845). Знайдення чесного Хреста і цвяхів св. царицею Єленою в Єрусалимі (326). Прмч. Конона і сина його Конона (270—275). Прп. Аркадія Кіпрського (бл. 361). Ікон Божої Матері Ченстоховської, Шестоківської і «Благодатне небо». Літургія за чином свт. Василія Великого. - 7 — Священномучеників, що в Херсонесі єпископствували: Василія, Єфрема, Капітона, Євгенія, Єферія, Елпідія та Агафодора (ІV). Прп. Павла Препростого (ІV). Свт. Павла, спов., єп. Прусіадського (ІХ). Прп. Еміліана Італійського. Ікони Божої Матері «Споручниця грішних». - 8 — Прп. Феофілакта, спов., єп. Нікомидійського (842—845). Ап. Єрма (І). Сщмч. Феодорита, пресвітера Антіохійського (361—363). Прп. Дометія (363). Літургія Ранішосвячених Дарів. - 9 — 40 мчч., що в Севастійському озері мучилися: Кіріона, Кандида, Домна, Ісихія, Іраклія, Смарагда, Євноїка, Уалента (Валента), Вивіана, Клавдія, Пріска, Феодула, Євтихія, Іоана, Ксанфія, Іліана, Сисинія, Ангія, Аетія, Флавія, Акакія, Єкдикія (Єкдита), Лісимаха, Олександра, Ілія, Горгонія, Феофіла, Дометіана, Гаїя, Леонтія, Афанасія, Кирила, Сакердона, Миколая, Уалерія (Валерія), Філоктимона, Северіана, Худіона, Мелітона і Аглаїя (бл. 320). Мч. Урпасіана (бл. 295). Св. Кесарія, брата свт. Григорія Богослова (бл. 369). Прав. Тарасія. Літургія Ранішосвячених Дарів. - 10 — Мчч. Кодрата та з ним Кипріана, Діонісія, Анекта, Павла, Крискента, Діонісія (іншого), Вікторина, Віктора, Никифора, Клавдія, Діодора, Серафиона, Папія, Леоніда і мцц. Харієси, Нунехії, Василіси, Ніки, Галі, Галини, Феодори та інших багатьох (бл. 258). Мчч. Кодрата Нікомидійського, Саторина, Руфина та інших (ІІІ). Прп. Анастасії (567—568). - 11 — Свт. Софронія, патр. Єрусалимського (638—644). Прп. Софронія, затворника Києво-Печерського, в Дальніх печерах (ХІІІ). Сщмч. Піонія, пресвітера Смирнського, та інших з ним (250). Перенесення мощей мч. Єпимаха. Свт. Софронія, єп. Врачанського (1813, Болг.). Літургія Ранішосвячених Дарів. - 12 — Прп. Феофана, спов., Сигріанського (818). Прав. Фінеєса (бл. 1500 р. до Р. Хр.). Свт. Григорія Двоєслова, папи Римського (604). Прп. Симеона Нового Богослова (1021). Ліддської (нерукотворної) (в Лідді на стовпі) ікони Божої Матері (І). Літургія за чином свт. Іоана Золотоустого. - 13 — Перенесення мощей свт. Никифора, патр. Константинопольського (846). Мч. Савина (287). Мчч. Африкана, Публія і Терентія (ІІІ). Мч. Олександра (305—311). Мц. Христини Персидської (ІV). Прп. Анина, пресвітера. Літургія за чином свт. Василія Великого. - 14 — Прп. Венедикта (543). Свт. Феогноста, митр. Київського і всієї Руси (1353). Блгв. вел. кн. Ростислава-Михаїла (1167). Свт. Євсхимона, спов., єп. Лампсакійського (ІХ). - 15 — Мч. Агапія та з ним семи мчч.: Публія, Тимолая, Ромила, двох Олександрів та двох Дионисіїв (303). Сщмч. Олександра, ієрея в Сиді (270—275). Мч. Никандра (бл. 302). - 16 — Мчч. Савина (287) і Папи (305—311). Ап. Аристовула, єп. Вританійського (Британського, І). Сщмч. Олександра, папи Римського (119). Мч. Юліана Аназаврського (305—311). Сщмчч. Трофима і Фала, пресвітерів Лаодикійських (бл.300). Літургія Ранішосвячених Дарів. - 17 — Прп. Олексія, чоловіка Божого (411). Мч. Марина. Свт. Патрикія, просвітителя Ірландії (після 460). Літургія Ранішосвячених Дарів. - 18 — Свт. Кирила, архієп. Єрусалимського (386). Мчч. Трофима і Євкарпія (бл. 300). Прп. Анина, ченця. Літургія Ранішосвячених Дарів. - 19 — Мч. Хрисанфа і мц. Дарії (283) і з ними мчч. Клавдія, трибуна, Іларії, дружини його, Ясона і Мавра, синів їхніх, Діодора, пресвітера, і Маріана, диякона. Мч. Панхарія (бл. 302). Смоленської ікони Божої Матері «Розчулення» (1103). Літургія за чином свт. Іоана Золотоустого. - 20 — Прпп. Іоана, Сергія, Патрикія та інших, що в обителі св. Сави були вбиті (796). Мц. Фотини (Світлани), самарянки, її синів мчч. Віктора, нареченого Фотином, та Іосії; мцц. Анатолії, Фото, Фотиди, Параскеви, Киріакії, Домніни і мч. Севастіана (бл. 66). Мцц. Олександри, Клавдії, Євфрасії, Матрони, Юліанії, Євфимії і Феодосії (310). Свт. Микити, спов., архієп. Аполлоніадського (бл. 813—820). Літургія за чином свт. Василія Великого. - 21 — Прп. Якова, єп., спов. (VІІІ). Свт. Кирила, єп. Катанського (І — ІІ). Свт. Фоми, патр. Константинопольського (610). - 22 — Сщмч. Василія, пресвітера Анкирського (362—363). Мц. Дросиди, дочки царя Траяна (104—117). Прп. Ісаакія Далматського (ІV). - 23 — Прмч. Никона, єп., і 199 учнів його (251). Прп. Никона, ігумена Києво-Печерського (1088). Мчч. Филита, Лідії, дружини його, Македона, Феопрепія, Кронида і Амфілохія (117—138). Літургія Ранішосвячених Дарів. - 24 — Передсвято Благовіщення Пресвятої Богородиці. Прп. Захарії, ченця. Свт. Артемія (Артемона), єп. Солунського (Селевкійського, І — ІІ). Прп. Захарії, посника Києво-Печерського, в Дальніх печерах (ХІІІ — ХІV). Прп. Якова, спов. (VІІІ — ІХ). - 25 — БЛАГОВІЩЕННЯ ПРЕСВЯТОЇ ВЛАДИЧИЦІ НАШОЇ БОГОРОДИЦІ І ПРИСНОДІВИ МАРІЇ. Ікони Благовіщення Божої Матері (ХVІ). Літургія за чином свт. Іоана Золотоустого. - 26 — Собор архангела Гавриїла. Сщмч. Іринея, єп. Сирійського (304). Мчч. Вафусія і Верка, пресвітерів, Арпили, ченця, мирян Авіва, Агна, Реаса, Ігафракса, Іскоя, Сили, Сигиця, Сонирила, Суимвла, Ферма, Фила та мцц. Анни, Алли, Лариси, Моїко, Маміки, Уїрко, Анімаїси (Анімаїди), Гаафи, цариці Готської, і Дукліди (бл. 375). Прп. Малха Сирійського (ІV). Прп. Василія Нового (бл. 944). Літургія за чином свт. Іоана Золотоустого. - 27 — Мц. Матрони Солунської (ІІІ — ІV). Мчч. Мануїла і Феодосія (304). Прп. Іоана, прозорливого, Єгипетського (бл. 395). - 28 — Прп. Іларіона Нового, ігум. Пелікітського (бл. 754). Прп. Стефана Чудотворця, спов., ігум. Триглійського (бл. 815). Прмч. Євстратія Києво-Печерського, в Ближніх печерах (1097). Мчч. Іони, Варахисія та ін. з ними (бл. 330). Мч. Бояна, кн. Болгарського (830). - 29 — Мчч. Марка, єп. Арефусійського, Кирила, диякона, та інших багатьох (бл. 364). Прп. Іоана, пустельника (ІV). Свт. Євстафія, спов., єп. Вифинійського (ІХ). Літургія Ранішосвячених Дарів. - 30 — Прп. Іоана Ліствичника (649). Прор. Іоада (Х ст. до Р. Хр.). Апп. Сосфена, Аполлоса, Кифи, Кесаря і Єпафродита. Св. Євули, матері вмч. Пантелеймона (бл. 303). Прп. Іоана, безмовника (VІ). Прп. Зосими, єп. Сиракузького (бл. 662). Свт. Софронія, єп. Іркутського (1771). Літургія Ранішосвячених Дарів. - 31 — Сщмч. Іпатія, єп. Гангрського (бл. 326). Прп. Іпатія, цілителя Києво-Печерського, в Дальніх печерах (ХІV). Прп. Аполлонія Єгипетського (ІV). Сщмчч. Авди, єп. Персидського, і Веніаміна, диякона (418—424). Прп. Іпатія, ігумена в Руфіянах (бл. 446). Свт. Іони, митр. Київського і всієї Руси, чудотворця (1461). Редагувати шаблон · Детальніше… |
| Квітень |
| - 1 — Прп. Марії Єгипетської (522). Прп. Геронтія, канонарха Києво-Печерського, в Дальніх печерах (ХІV). Прп. Макарія, ігумена Пелікитської обителі (бл. 830). Мчч. Геронтія і Василіда (ІІІ). Прав. Ахаза. - 2 — Прп. Тита, чудотворця (ІХ). Мчч. Амфіана й Едесія (306). Мч. Полікарпа (ІV). Літургія за чином свт. Василія Великого. - 3 — Прп. Микити, сповідника, ігумена обителі Мидикійської (824). Мц. Феодосії, діви (307—308). Прп. Ілірика. Мчч. Елпідіфора, Дія, Віфонія і Галика. Ікони Божої Матері «Нев'янучий цвіт». Літургія за чином свт. Іоана Золотоустого. - 4 — Прп. Йосифа Піснеписця (883). Прп. Георгія, що в Малеї (ІХ). Прп. Йосифа Багатохворобливого, Києво-Печерського, в Дальніх печерах (ХІV). Прп. Зосими (бл. 560). Мцц. Фервуфи, діви, сестри та рабині її (341—343). Ікони Божої Матері, званої «Герондиса». - 5 — Мчч. Агафопода, диякона, Феодула, читця, та інших з ними (бл. 303). Прп. Пуплія Єгипетського (ІV). Прпп. Феони, Симеона і Форвина (ІV). Прп. Марка Афінського (400). Прп. Платона, спов., Студійського (814). Прп. Феодори Солунської (892). - 6 — Свт. Євтихія, архієп. Константинопольського (582). Свт. Мефодія, архієп. Моравського (885). Прп. Платониди Сирської (308). Мчч. 120 перських (344—347). Мчч. Єремія та Архилія, ієрея (ІІІ). - 7 — Прп. Георгія, сповідника, митр. Мітиленського (після 820). Блгв. гетьмана Петра (Конашевича-Сагайдачного) (1622). Мч. Каліопія (304). Мч. Руфина, диякона, мц. Акилини і з ними 200 воїнів (бл. 310). Прп. Серапіона, ченця. - 8 — Апп. Іродіона, Агава, Асинкрита, Руфа, Флегонта, Єрма та інших з ними (І). Прп. Руфа, затворника Києво-Печерського, в Дальніх печерах (ХІV). Мч. Павсилипа (117—138). Свт. Келестина, папи Римського (432). Свт. Нифонта, єп. Новгородського (1156). - 9 — Мч. Євпсихія (362). Мчч. Дісана, єп., Маріава, пресвіт., Авдієса та ін. 270-х (362—364). Прмч. Вадима, архім. (376). - 10 — Мчч. Терентія, Помпія, Африкана, Максима, Зинона, Олександра, Феодора та інших 33 (бл. 249—251). Мчч. Якова, пресвітера, Азадана і Авдикія, дияконів Персидських (бл. 380). Прмчч. священної обителі Пантократора, що в Дау Пенделі (Аттика) постраждали (біля 1680). Сщмч. Григорія V, патріарха Константинопольского (1821). - 11 — Сщмч. Антипи, єп. Пергама Асійського (бл. 68). Мчч. Прокеса і Мартиніана (бл. 67). Прп. Фармуфія (ІV). Прп. Іоана, учня прп. Григорія Декаполіта (820—850). Свт. Калиника Черникського (1868) (Румун.). - 12 — Прп. Василія, спов., єп. Парійського (після 754). Сщмч. Зинона, єп. Веронійського (бл. 260). Прп. Ісаака Сиріна, у Сполеті Італійському (550). Прмчч. Мини, Давида та Іоана (після 636). Прп. Анфуси, діви (801). Прп. Афанасії, ігумені (860). Муромської (ХІІ) і Белиніцької (ХІІІ) ікон Божої Матері. - 13 — Сщмч. Артемона, пресвітера Лаодикійського (303). Мч. Крискента з Мир Лікійських. Мц. Фомаїди Єгипетської (476). - 14 — Свт. Мартина, спов., папи Римського (655). Мчч. Антонія, Іоана і Євстафія Литовських (1347). Мч. Ардаліона (305—311). Мчч. 1000 перських і Азата, скопця (бл. 341). - 15 — Вишгородської ікони Божої Матері (І). Апп. від 70-х Аристарха, Пуда і Трофима (бл. 67). Мцц. Василіси й Анастасії (бл. 68). Мчч. Месукевійських Сухія і воїнів його: Андрія, Анастасія, Талале, Феодорита, Івхиріона, Йордана, Кіндрата, Лукіана, Мимненоса, Нерангіоса, Полієвкта, Якова, Фоки, Доментіана, Віктора, Зосими (100—130, Груз.). Мч. Сави Готського (372). Блгв. вел. кн. Мстислава Володимировича (1132). - 16 — Мцц. Агапії, Ірини й Хіонії (304). Мч. Леоніда і мцц. Харієси, Ніки, Галини, Каліси, Нунехії, Василіси, Феодори, Ірини та інших (258). Ільїнсько-Чернігівської (1658) ікони Божої Матері. - 17 — Сщмч. Симеона, єп. Персидського, і з ним мчч. Авделая і Ананії, пресвітерів, Хусдазата (Усфазана), євнуха, Фусика, Азата, мц. Аскитреї та інших багатьох (344). Прп. Акакія, єп. Мелітинського (бл. 435). Мч. Адріана (251). Свт. Агапіта, папи Римського (536). - 18 — Прп. Іоана, учня прп. Григорія Декаполіта (820—850). Мчч. Віктора, Зотика, Зинона, Акиндина і Северіана (303). Свт. Косми, спов., єп. Халкидонського, і прп. Авксентія (815—820). Мч. Іоана Нового з Яніни (1526). Максимівської ікони Божої Матері (1299). - 19 — Прп. Іоана Ветхопечерника (VІІІ). Мчч. Феони, Христофора й Антоніна (303). Сщмч. Пафнутія, єп. Єрусалимського. Свт. Георгія, спов., єп. Антіохії Пісідійської (813—820). Свт. Трифона, патр. Константинопольського (933). Прп. Никифора, ігумена. - 20 — Прп. Феодора Трихини. Свтт. Григорія (593) і Анастасія Синаїта (599), патріархів Антіохійських. Прп. Анастасія, ігум. Синайської гори (695). Мч. немовляти Гавриїла Бєлостоцького (1690). Кіпрської ікони Божої Матері (392). - 21 — Сщмч. Януарія, єп., і з ним мчч. Прокула, Соссія і Фавста, дияконів, Дисидерія, читця, Євтихія і Акутіона (бл. 305). Мч. Феодора, що в Пергії, матері його Филипії, Діоскора, Сократа і Діонісія (138—161). Мчч. Ісаакія, Аполлоса і Кіндрата (303). Свт. Максиміана, патріарха Константинопольського (434). - 22 — Прп. Феодора Сикеота, єп. Анастасіупольського (613). Апп. Нафанаїла, Луки та Климента (І). Прп. Віталія (609—620). Перенесення мощей блгв. кн. Всеволода, у святому хрещенні Гавриїла (1834). - 23 — Вмч. Юрія Переможця (303). Мц. цариці Олександри (303). Мчч. Анатолія і Протолеона (303). - 24 — Мч. Сави Стратилата і з ним 70-х воїнів (272). Прп. Сави Києво-Печерського, в Ближніх печерах (ХІІІ). Прп. Олексія, затворника Києво-Печерського, в Ближніх печерах (ХІІІ). Мчч. Пасикрата і Валентина (228). Мчч. Євсевія, Неона, Леонтія, Лонгина та інших (303). Прп. Фоми, юродивого (546—560). Прп. Єлисавети, чудотвориці (VІ — VІІІ). - 25 — Апостола і євангелиста Марка (63). Царгородської ікони Божої Матері (1071). - 26 — Сщмч. Василія, єп. Амасійського. Прав. Глафіри, діви (322). Прп. Іоаникія Дівиченського (ХІІІ, Серб.). - 27 — Ап. і сщмч. Симеона, сродника Господнього (107). Прп. Стефана, ігум. Києво-Печерського, єп. ВолодимироВолинського (1094). Прав. Євлогія, странноприїмця (ІV). - 28 — Апп. від 70-х Ясона і Сосипатра, Керкири, діви, та інших, що з ними постраждали (І). Мчч. Дади, Максима і Квинтиліана (286). Мчч. Саторнія, Якисхола, Фавстіана, Януарія, Марсалія, Єфрасія, Маммія, Мурина, Зинона, Євсевія, Неона і Віталія (бл. 63). Свт. Кирила, єп. Туровського (1183). - 29 — Дев'ятьох мчч. Кизицьких: Феогнида, Руфа, Антипатра, Феостиха, Артеми, Магна, Феодота, Фавмасія і Филимона (286—299). Прп. Амфілохія Почаївського (1971). Прп. Мемнона, чудотворця. Мчч. Діодора і Родопіана, диякона (284—305). Свт. Василія, єп. Захолмського (ХVІ, Серб.). Мч. Іоана Валаха (Румун.). - 30 — Ап. Якова Зеведєєва (44). Свт. Доната, єп. Єврії (бл. 387). Знайдення мощей сщмч. Василія, єп. Амасійського (ІV). Знайдення мощей свт. Микити, єп. Новгородського (1558). Мч. Максима. Редагувати шаблон · Детальніше… |
| Травень |
| - 1 — Прор. Єремії (VІ ст. до Р. Хр.). Сщмч. Макарія, митр. Київського (1497). Прмчч. Афонських: Євфимія (1814), Ігнатія (1814) та Акакія (1816). Прмч. Вати Персянина (ІV). Блгв. Тамари, цариці Грузинської. Ікони Божої Матері, званої «Несподівана радість». - 2 — Свт. Афанасія Великого, архієп. Олександрійського (373). Перенесення мощей блгвв. князів страстотерпців Бориса і Гліба, у св. хрещенні Романа і Давида (1072 і 1115). Свт. Афанасія, патр. Царгородського, Лубенського, чудотворця (1654). Мчч. Єспера і Зої та дітей їх Киріака і Феодула (ІІ). Блгв. і рівноап. царя Бориса, у св. хрещенні Михаїла (907), який прийняв хрещення зі своїм народом у ІХ ст. (Болг.). - 3 — Мчч. Тимофія і Маври (бл. 286). Прп. Феодосія, ігум. Києво-Печерського (1074). Прп. Петра, чудотворця, єп. Аргоського (Х). Ікон Божої Матері: Успіння Києво-Печерської, принесеної з Царгорода (1073), Києво-Печерської (з предстоящими Антонієм і Феодосієм) (1085) та Свенської (1288). - 4 — Мц. Пелагеї, діви Тарсійської (бл. 290). Сщмч. Еразма, єп. Формійського (303). Сщмч. Альвіана, єп. Анейського, та учнів його (304). Сщмч. Сильвана, єп. Газького, і з ним 40 мучеників (311). - 5 — Вмц. Ірини (І — ІІ). Ікони Божої Матері «Невипивана чаша» (1878). - 6 — Прав. Іова Багатостраждального (бл. 2000—1500 до Р. Хр.). Прп. Іова Почаївського (1651). Мчч. Варвара, воїна, Вакха, Калимаха та Діонісія (бл. 362). Мч. Парфенія. Мч. Варвара, колишнього розбійника. - 7 — Згадування появи на небі Хреста Господнього в Єрусалимі (351). Мч. Акакія, сотника (303). Прпп. Іоана Зедазнійського та учнів його: Авіва, єп. Некреського, Антонія Марткобського, Давида Гареджийського, Зинона Ілкатського, Фадея Степанцмидського, Ісе (Ієсея), єп. Цилканського, Йосифа, єп. Алавердського, Ісидора Самтавійського, Михаїла Улумбійського, Пірра Бретського, Стефана Хирського і Шіо Мгвімського (VІ, Груз.). Любецької (ХІ) та Жировицької (1470) ікон Божої Матері. - 8 — Апостола і євангелиста Іоана Богослова (98 — 117). Прп. Арсенія Великого (449—450). Прпп. Арсенія Працелюбного (ХІV) та Пімена, посника, (ХІІ) КиєвоПечерських, в Дальніх печерах. - 9 — ПЕРЕНЕСЕННЯ МОЩЕЙ СВЯТИТЕЛЯ І ЧУДОТВОРЦЯ МИКОЛАЯ З МИР ЛІКІЙСЬКИХ У М. БАР (1087). Прор. Ісаї (VІІІ ст. до Р. Хр.). Мч. Христофора (бл. 250). Прп. Йосифа Оптинського (1911). - 10 — Апостола Симона Зилота (І). Свт. Симеона, єп. Володимирського і Суздальського, в Києві, у Ближніх печерах (1226). Мчч. Алфія, Філадельфа, Кипріана, Онисима, Еразма та інших (251). Мч. Ісихія Антіохійського (ІV). Прп. Ісидори, юродивої (ІV). Блж. Таїсії (V). Києво-Братської ікони Божої Матері (1654). - 11 — Сщмч. Мокія (бл. 295). Рівноапп. Кирила (869) та Мефодія (885), вчителів слов'янських. Прп. Софронія, затворника Києво-Печерського, в Дальніх печерах (ХІІІ). Свт. Никодима, архієп. Сербського (1325). - 12 — Свт. Епіфанія, єп. Кіпрського (403), свт. Германа, патр. Константинопольського (740). Свтт. Савина, архієп. Кіпрського (V), і Полувія, єп. Ринокирського (V). - 13 — Мц. Гликерії, діви, і з нею Лаодикія, сторожа в'язничного (бл. 117). Перенесення мощей прмч. Макарія, архім. Канівського, ігум. Пінського, Переяславського чудотворця (1688). Мч. Олександра Римського (284—305). Св. Павсикакія, єп. Синадського (606). Св. Георгія, спов., з дружиною Іриною і дітьми (ІХ). Прп. Євфимія Іверського (1028, Груз.). - 14 — Мч. Ісидора (251). Прп. Микити, затворника Києво-Печерського, єп. Новгородського (1108). Мч. Максима (бл. 250). Прп. Серапіона Синдоніта (V). Свт. Леонтія, патр. Єрусалимського (1175). Ярославської (Печерської) ікони Божої Матері (1823). - 15 — Прп. Пахомія Великого (348). Свт. Ісаї, єп. Ростовського, чудотворця (1090). Прп. Ісаї Києво-Печерського (1115). Прп. Ахиллія, єп. Лариссійського (ІІ). - 16 — Прп. Феодора Освяченого (368). Прпп. отців, що в лаврі свт. Савви були побиті (614). Свт. Олександра, єп. Єрусалимського (213—250). Мчч. Віта, Модеста і Крискентії (бл. 303). Блж. отроковиці Музи (V). Свт. Георгія ІІ, єп. Мітиленського (ІХ). - 17 — Ап. Андроника і св. Юнії (І). Мчч. Солохона, Памфамира і Памфалона, воїнів (284—305). Свт. Стефана, патр. Константинопольського (893). - 18 — Пам'ять свв. отців сімох Вселенських соборів. Мчч. Феодота Анкирського, Петра, Діонісія, Андрія, Павла, Христини (249—251) і мцц. сімох дів: Олександри, Текуси, Клавдії, Фаїни, Євфрасії, Матрони і Юлії (303). Мчч. Симеона, Ісаака і Вахтисія (ІV), Іраклія, Павлина і Венедима, Давида і Таричана (693, Груз.). - 19 — Сщмчч. Патрикія, єп. Пруського, і з ним трьох пресвітерів: Акакія, Менандра і Полієна (бл. 100). Мч. Калуфа Єгиптянина (284—303). Прп. Іоана, єп. Готського (VІІІ). - 20 — Мчч. Фалалея, Олександра і Астерія (бл. 284). Мч. Аскалона (бл. 287). Знайдення мощей святителя Олексія, митр. Київського і всієї Руси, чудотворця (1431). - 21 — Рівноапп. царя Костянтина (337) і матері його цариці Олени (327). Блгв. кн. Костянтина (1129) та дітей його Михаїла і Феодора, Муромських чудотворців. - 22 — Мчч. Василіска (бл. 308). Пам'ять ІІ Вселенського собору (381). Мч. ІоанаВолодимира, кн. Сербського (1015). - 23 — Прп. Михайла, спов., єп. Синадського (821). Прмч. Михаїла, чорноризця (ІХ). Знайдення мощей свт. Леонтія, єп. Ростовського (1164). Прп. Єфросинії, ігум. Полоцької (1173). - 24 — Прп. Симеона стовпника на Дивній горі (596). Мчч. Мелетія Стратилата, Стефана, Іоана, Серапіона, єгиптянина, Калиника, волхва, Феодора і Фавста і з ними 1218 воїнів з дружинами і дітьми (218). - 25 — Третє знайдення глави Предтечі і Хрестителя Господнього Іоана (бл. 850). Сщмч. Ферапонта, єп. Кіпрського (ІV). Свт. Інокентія, архієп. Херсонського (1857). - 26 — Апп. від 70-х Карпа й Алфея (І). Мчч. Аверкія та Єлени (І). Прп. Іоана Психаїта, сповідника (ІХ). Мч. Георгія Нового (1515). - 27 — Сщмч. Ферапонта, єп. Сардійського (ІІІ). Мчч. Феодори, діви, і Дидима, воїна (304). Перенесення мощей свтт. Київських: Кипріана, Фотія та Іони (1472). Прав. Іоана Руського, сповідника (1730). - 28 — Прп. Микити, спов., єп. Халкидонського (ІХ). Сщмч. Євтихія, єп. Мелітинського (І), мц. Єликониди (244). Сщмч. Елладія, єпископа (VІ — VІІ). - 29 — Мц. Феодосії, діви Тирської (307—308). Пам'ять І Вселенського собору (325). Прмч. Феодосії, діви (726—730). Свт. Луки, архієп. Сімферопольського, спов. (1961). - 30 — Прп. Ісаакія, спов., ігумена обителі Далматської (383). - 31 — Ап. від 70-х Єрма (І). Мч. Єрмія (ІІ). Мч. Філософа (ІІІ). Редагувати шаблон · Детальніше… |
| Червень |
| - 1 — Мчч. Юстина Філософа та іншого Юстина, і з ними Харитона, Харити, Євелпіста, Ієракса, Пеона і Валеріана (166). Прп. Агапіта Києво-Печерського, лікаря безвідплатного, в Ближніх печерах (бл. 1095). Прп. Юстина (Поповича), Челійського (1978) (серб.). - 2 — Свт. Никифора, спов., патр. Константинопольського (828). Вмч. Іоана Нового, Сучавського (1330—1340). Сщмч. Пофина, єп. Ліонського, і тих, що з ним постраждали (177). Мц. Бландини і мч. Понтика Ліонських (177). Києво-Братської ікони Божої Матері (1654). - 3 — Мчч. Лукиліана, Клавдія, Іпатія, Павла, Діонісія і Павли, діви (270—275). Сщмч. Лукіана, єп., Максіана, пресвітера, Юліана, диякона, Маркеліана і Сатурнина в Бельгії (81 — 96). - 4 — Свт. Митрофана, патр. Константинопольського (бл. 326). Мчч. Фронтасія, Северина, Северіана і Силана (І). Мч. Конкордія (бл. 175). Сщмч. Астія, єп. Диррахійського (ІІ). Прп. Зосими, єп. Вавилона Єгипетського (VІ). - 5 — Сщмч. Дорофея, єп. Тирського (бл. 362). Перенесення мощей блж. Ігоря, вел. кн. Чернігівського і Київського (1150). Блж. Костянтина, митр. Київського і всієї Руси (1159). Мчч. Маркіана, Никандра, Іперехія, Аполлона, Леоніда, Арія, Горгія, Селінія, Іринія і Памвона (305—311). Прп. Феодора, чудотв. (бл. VІ). Прп. Анувія, пустельника Єгипетського (ІV — V). Прп. Дорофея, з обителі авви Серида (620). Ігорівської ікони Божої Матері (1147). - 6 — Прп. Віссариона, чудотворця Єгипетського (ІV). Прп. Іларіона Нового (845). Прмцц. дів Архелаї, Фекли і Сусанни (293). - 7 — Мч. Феодота Анкирського (303). Сщмч. Маркеліана, папи Римського, і мчч. Клавдія, Кирина і Антоніна (304). Сщмч. Маркела, папи Римського, мчч. Сисинія і Киріака, дияконів, Смарагда, Ларгія, Апроніана, Сатурніна, Папія і Мавра, воїнів, і Крискентіана, мцц. Прискилли, Лукини і Артемії, царівни (304—310). Мцц. Калерії (Валерії), Киріакії і Марії в Кесарії Палестинській (ІV). - 8 — Вмч. Феодора Стратилата (319). Прп. Єфрема, патр. Антіохійського (545). Прп. Зосими Фінікійського (VІ). Свт. Феодора, єп. Суздальського (1023). - 9 — Свт. Кирила, архієп. Олександрійського (444). Мцц. Фекли, Марфи і Марії в Персії (346). - 10 — Сщмч. Тимофія, єп. Пруського (361—363). Свт. Іоана, митр. Тобольського (1715). Прп. Силуана, схимника Києво-Печерського, в Дальніх печерах (ХІІІ — ХІV). Мчч. Олександра, Антоніни, діви (бл. 313). Прп. Феофана Антіохійського (369). Свт. Вассіана, єп. Лавдійського (409). - 11 — Апп. Варфоломія і Варнави (І). Ікони Божої Матері «Достойно є» («Милуюча», Х). - 12 — Прп. Онуфрія Великого (ІV). Прп. Петра Афонського (734). Прпп. Іоана, Андрія, Іраклемона і Феофіла (ІV). - 13 — Мц. Акилини (293). Свт. Трифилія, єп. Левкусії Кіпрської (бл. 370). Мц. Антоніни (284—305). Прп. Анни (826) і сина її Іоана. - 14 — Прор Єлисея (ІX ст. до Р. Хр.). Свт. Мефодія, патр. Константинопольського (847). Блвг. кн. Мстислава, у св. хрещенні Георгія, Хороброго, Новгородського (1180). Прп. Єлисея Сумського (ХV — ХVІ). - 15 — Прор. Амоса (VІІІ ст. до Р. Хр.). Свт. Михаїла, першого митр. Київського і всієї Руси (992). Мчч. Віта, Модеста і Крискентії, годувальниці (бл. 303). Мч. Дули Килікійського (305—313). Прп. Дули, страстотерпця, Єгипетського. Блж. Ієронима Стридонського (420). Блж. Августина, єп. Іпонійського (430). Перенесення мощей прп. Феодора Сикеота, єп. Анастасіупольського (бл. ІХ). Блвг. кн. Лазаря Сербського (1389). Свт. Єфрема, патр. Сербського (ХІV). - 16 — Свт. Тихона, єп. Амафунтського (425). Сщмч. Тигрія, пресвітера, і мч. Євтропія, читця (бл. 404). - 17 — Мчч. Мануїла, Савела та Ісмаїла (362). - 18 — Мчч. Леонтія, Іпатія та Феодула (70 — 79). Прп. Леонтія, канонарха КиєвоПечерського, в Дальніх печерах (ХІV). - 19 — Апостола Юди, брата Господнього по плоті (бл. 80). Мч. Зосими (ІІ). Прп. Паїсія Великого (V). Прп. Іоана, пустельника (VІ). Прп. Паїсія Хіландарського (ХVІІІ, Болг.). Свт. Іоана (Максимовича), архієп. Шанхайського і Сан-Франциського, чудотворця (1966). - 20 — Сщмч. Мефодія, єп. Патарського (312). Мчч. Інни, Пінни та Римми (І — ІІ). Мчч. Аристоклія, пресвітера, Димитріана, диякона, і Афанасія, читця (бл. 306). Свт. Левкія, спов., єп. Врунтисіопольського (V). Свт. Мини, єп. Полоцького (1116). - 21 — Мч. Юліана Тарсійського (бл. 305). Сщмч. Терентія, єп. Іконійського (І). Прп. Юлія, пресвітера, і Юліана, диякона (V). Мчч. Арчила ІІ, царя Іверського (744), і Луарсаба ІІ, царя Карталинського (1622, Груз.). - 22 — Сщмч. Євсевія, єп. Самосатського (380). Мчч. Зинона та Зіни (304). Мчч. Галактіона та Юліанії. - 23 — Мч. Агрипини. Мчч. Євстохія, Гая, Провія, Лолія, Урвана та інших (ІV). - 24 — Різдво чесного славного пророка, Предтечі та Хрестителя Господнього Іоана. Прпп. Іова та Феодосія Манявських. Мчч. сімох братів: Орентія, Фарнакія, Єроса, Фірмоса, Фірмина, Киріака і Лонгина (ІV). - 25 — Прмц. Февронії, діви (бл. 304). - 26 — Прп. Давида Солунського (бл. 540). Прп. Іоана, єп. Готського (VІІІ). Свт. Діонісія, архієп. Суздальського (1385). Ліддської (Римської) (І), Тихвинської (1383) та Нямецької (1399) ікон Божої Матері. - 27 — Прп. Самсона, странноприїмця (бл. 530). Прав. Іоани, мироносиці (І). Прп. Севіра, пресвітера (VІ). Прп. Георгія Іверського Святогорця (1065, Груз.). Прп. Мартина Туровського (1150). Сщмч. Кирила (Лукаріса), патріарха Константинопольського (1638). - 28 — Перенесення мощей мчч., безсрр. та чудотворців Кира та Іоана (412). Прп. Ксенофонта Робейського (1262). Прп. Павла, лікаря (VII). Ікони Божої Матері «Троєручиця» (VІІІ). - 29 — Славних і всехвальних першоверховних апостолів Петра і Павла (бл. 67). Свт. Григорія, митр. Іраклійського (1925). Прп. Паїсія Святогорця (1994). Касперівської ікони Божої Матері (1853—1855). - 30 — Собор славних і всехвальних 12-ох апостолів: Петра, Андрія, Якова Зеведеєва, Іоана, брата його, Филипа, Варфоломія, Фоми, Матфея, Якова Алфеєва, Юди Якового, або Фадея, Симона Зилота і Матфія. Прославлення свт. Софронія, єп. Іркутського (1918). Волинської (ХХ ст.), Баликінської (1711) та Горбанівської (1786) ікон Божої Матері. Редагувати шаблон · Детальніше… |
| Липень |
| - 1 — Безсрр. Косми та Даміана, що в Римі постраждали (284). Мч. Потита (ІІ). Прп. Петра, патрикія (854). Прав. Ангеліни, деспотиси Сербської (ХVІ). Прп. Никодима Святогорця (1809). - 2 — Покладення чесної ризи Пресвятої Богородиці у Влахерні (V). Свт. Фотія, митр. Київського і всієї Руси (1431). Свт. Ювеналія, патр. Єрусалимського (бл. 458). Охтирської (1739) та Пожайської (ХVІІ) ікон Божої Матері. - 3 — Мч. Якинфа (108). Мчч. Діомида, Євлампія, Аскліпіодота і мц. Голіндухи (ІІ). Прпп. Анатолія, затворника, у Ближніх печерах (ХІІ), та іншого Анатолія, затворника, у Дальніх печерах (ХІІІ). Мчч. Мокія і Марка (ІV). Прп. Олександра, обителі «Невсипущих» першоначальника (бл. 430). Свт. Анатолія, патр. Константинопольського (458). - 4 — Свт. Андрія, архієп. Критського (712—726). Прп. Марфи, матері Симеона Дивногорця (551). Мчч. Феодота і Феодотії (108). Сщмч. Феодора, єп. Киринейського (310). Галатської ікони Божої Матері. - 5 — Прп. Афанасія Афонського (1000). Знайдення чесних мощей прп. Сергія, ігум. Радонезького (1422). Мцц. Анни і Кирилли (304). Прп. Лампада Іринопольського (Х). Ікони Божої Матері, званої «Економісса». - 6 — Прп. Сисоя Великого (429). Прп. Сисоя, схимника Києво-Печерського, у Дальніх печерах (ХVІ). Знайдення мощей прав. діви Юліанії, кн. Ольшанської (ХІІІ). Мчч. Марина, Марфи, Авдифакса, Авакума, Кирина, Валентина, пресвітера, Астерія та інших багатьох у Римі (269). Мчч. Ісавра, диякона, Інокентія, Фелікса, Єрмія, Василія, Перегрина, Руфа та Руфина (ІІІ). Мч. Коїнта Фригійського (бл. 283). Мц. Лукії, діви, і з нею мчч. Рикса, Антонія, Лукіана, Ісидора, Діона, Діодора, Кутонія, Ароноса, Капика і Сатура (301). - 7 — Прп. Фоми, що в Малеї (Х). Прп. Акакія, про якого розповідається в Ліствиці (VІ). Мчч. Перегрина, Лукіана, Помпея, Ісихія, Папія, Саторнина і Германа (ІІ). Прмчч. Єпиктета, пресвітера, і Астіона, монаха (290). Мч. Євангела (ІІІ — ІV). Мц. Киріакії (ІV). Влахернської ікони Божої Матері. - 8 — Вмч. Прокопія (303). Казанської ікони Божої Матері (1579). - 9 — Сщмч. Панкратія, єп. Тавроменійського (І). Сщмч. Кирила, єп. Гортинського (ІІІ — ІV). Прмчч. Патермуфія, Копрія і мч. Олександра (ІV). Свт. Феодора, єп. Едеського (ІХ). Прп. Гавриїла Афонського (1901). - 10 — Мчч. 45-ох в Нікополі Вірменському: Леонтія, Маврикія, Даниїла, Антонія, Олександра, Іаникита, Сисинія, Менея, Вирилада та інших (бл. 319). Прп. Антонія Києво-Печерського, Київського, начальника всіх руських ченців (1073). Прп. Силуана, схимника Києво-Печерського, в Дальніх печерах (ХІІІ — ХІV). Мч. Аполлонія (ІІІ). Мчч. Віанора й Силуана (ІV). Прпп. пустельників єгипетських, вогнем і димом заморених (бл. 398). - 11 — Згадування чуда вмц. Єфимії Всехвальної, що через нього православ'я утвердилось (451). Рівноап. Ольги, вел. кн. Київської, у святому хрещенні Олени (969). Мч. Кіндея, пресвітера (ІІІ — ІV). - 12 — Мчч. Прокла та Іларія (ІІ). Прп. Михаїла Малеїна (962). Мчч. Феодора, варяга, і сина його Іоана, в Києві (983). Мц. Голіндухи, у св. хрещенні Марії (591). Прп. Іоана (998) і Гавриїла (Х) Святогорців (Груз.). Ікони Божої Матері «Троєручиця» (ХІІІ). - 13 — Собор архангела Гавриїла. Прп. Стефана Саваїта (794). Свт. Юліана, єп. Кеноманійського (І). Мч. Серапіона (ІІ — ІІІ). Мч. Маркіана (258). - 14 — Апостола від 70-х Акили (І). Мч. Юста (І). Прп. Єлія, монаха (ІV). Прп. Онисима, чудотворця (ІV). Прп. Стефана Махрищського (1406). Прп. Никодима Святогорця (1809). - 15 — День хрещення Руси–України. Рівноап. вел. кн. Володимира, у св. хрещенні Василія (1015). Мчч. Кирика й Улити (бл. 305). Мч. Авудима (ІV). Прп. Іова Угольського (1985). - 16 — Сщмч. Афіногена, єп., і десятьох учнів його (бл. 311). Мч. Павла і мцц. Алевтини (Валентини) і Хіонії (308). Мч. Антіоха, лікаря (ІV). Мц. Юлії, діви (бл. 440 або 613). Прп. Іоана Вишенського, Святогорця (1621—1633). - 17 — Вмц. Марини (Маргарити) (ІV). Перенесення мощей прп. Лазаря Галисійського. - 18 — Мч. Еміліана (363). Мч. Якинфа Амастридського (ІV). Прп. Іоана Багатостраждального, Києво-Печерського, в Ближніх печерах (1160). Прп. Памви, затворника Києво-Печерського, в Дальніх печерах (1241). Прп. Памви, пустельника (ІV). - 19 — Прп. Макрини, сестри свт. Василія Великого (380). Прп. Дія (бл. 430). Знайдення мощей прп. Серафима, Саровського чудотворця (1903). Прп. Паїсія Києво-Печерського, в Дальніх печерах (ХІV). Блж. Стефана (1427) і матері його Милиці (1405), Сербських. - 20 — Прор. Іллі (ІХ ст. до Р. Хр.). Знайдення мощей прмч. Афанасія Берестейського (1649). - 21 — Прор. Єзекиїля (VІ ст. до Р. Хр.). Прпп. Симеона, Христа ради юродивого, та Іоана, співпосника його (бл. 590). Прпп. Онуфрія Мовчазного й Онисима, затворника, Києво-Печерських, у Ближніх печерах (ХІІ — ХІІІ). - 22 — Мироносиці рівноап. Марії Магдалини (І). Перенесення мощей сщмч. Фоки (403—404). - 23 — Почаївської ікони Божої Матері (1675). Мчч. Трофима, Феофіла і з ними 13 мчч. (ІV). Сщмч. Аполлінарія, єп. Равенійського (бл. 75). Ікони Божої Матері «Всіх Скорботних Радість» (1888). - 24 — Мц. Христини (бл. 300). Мчч. блгвв. кнн. Бориса і Гліба, у св. хрещенні Романа і Давида (1015). Прп. Полікарпа, архім. Києво-Печерського (1182). - 25 — Успіння прав. Анни, матері Пресвятої Богородиці. Свв. жон Олімпіади, диякониси (408—410), та Євпраксії, Тавенської діви (413). Пам'ять V Вселенського собору (553). - 26 — Сщмчч. Єрмолая, Єрмипа і Єрмократа, ієреїв Нікомидійських (бл. 305). Прп. Мойсея Угрина, Києво-Печерського, в Ближніх печерах (бл. 1043). Прмц. Параскеви (138—161). - 27 — Вмч. і цілителя Пантелеймона (305). Прп. Анфіси, ігумені, і 90 сестер її (VІІІ). Прп. Германа Аляскинського (1837). Рівноап. Климента, єп. Охридського (916), Наума, Сави, Горазда й Ангеляра (Болг.). - 28 — Апп. від 70-х: Прохора, Никанора, Тимона і Пармена, дияконів (І). Прп. Мойсея, чудотворця Києво-Печерського, в Дальніх печерах (ХІІІ — ХІV). Мчч. Юліана (І), Євстафія (бл. 316) та Акакія (бл. 321). Смоленської ікони Божої Матері «Одигітрія» («Провідниця», принесена з Царгорода у 1046 році). - 29 — Мч. Калиника (ІІІ — ІV). Мц. Серафими, діви (117—138). Мц. Феодотії і трьох дітей її (бл. 304). Прмч. Михаїла (ІХ). Мч. Євстафія Мцхетського (589, Груз.). - 30 — Апп. від 70-х: Сили, Силуана, Крискента, Єпенета й Андроника (І). Мч. Іоана, воїна (ІV). Мчч. Поліхронія, єп. Вавилонського, Парменія, Єлими і Хрисотеля, пресвітерів, Луки і Муко, дияконів, Авдона і Сеніса, князів Персидських, і мчч. Олімпія і Максима (бл. 251). Сщмч. Валентина (Уалентина), єпископа, і трьох учнів його — мчч. Прокули, Єфива та Аполлонія і прав. Авундія (бл. 273). - 31 — Передсвято винесення древ чесного і животворчого Хреста Господнього. Заговини на Успенський піст. Прав. Євдокима Каппадокіянина (ІХ). Мц. Улити (304—305). Редагувати шаблон · Детальніше… |
| Серпень |
| - 1 — Винесення чесних древ животворчого Хреста Господнього. Свято Всемилостивого Спасителя (Спаса) та Пресвятої Богородиці (1164). Сімох мчч. Маккавеєвих: Авима, Антоніна, Гурія, Єлеазара, Євсевона, Алима і Маркела, матері їхньої Соломонії та учителя їхнього Єлеазара (166 р. до Р. Хр.). Мчч. в Пергії Памфлійській: Леонтія, Атія, Олександра, Киндея, Минсифея, Киріака, Минеона, Катуна і Євклея (ІІІ). Початок Успенського посту. - 2 — Перенесення з Єрусалима до Константинополя мощей першомученика архідияк. Стефана (бл. 428) і знайдення мощей правв. Никодима, Гамаліїла і сина його Авіва. Сщмч. Стефана, папи Римського, та інших з ним (257). - 3 — Прпп. Ісаакія, Далмата і Фавста (ІV — V). Мч. Раждена, перса (457, Груз.). Прп. Косми пустельника (VІ). - 4 — Сімох отроків у Ефесі: Максиміліана, Ямвлиха, Мартиніана, Іоана, Діонісія, Єксакустодіана (Константина) та Антоніна (бл. 250; 408—450). Прмц. Євдокії (362—364). Мч. Єлевферія (ІV). - 5 — Передсвято Преображення Господнього. Мч. Євсигнія (362). Сщмчч. Анфира (236) і Фавія (250), пап Римських. Мч. Понтія Римлянина (бл. 257). Мчч. Кантидія, Кантидіана і Сивела, в Єгипті. Прав. Нонни, матері св. Григорія Богослова (374). - 6 — ПРЕОБРАЖЕННЯ ГОСПОДА БОГА І СПАСИТЕЛЯ НАШОГО ІСУСА ХРИСТА. - 7 — Післясвято Преображення Господнього. Прмч. Дометія Персянина та двох учнів його (363). Прп. Пімена Багатохворобливого, Києво-Печерського, в Ближніх печерах (1110). Прп. Пімена, посника Києво-Печерського, в Дальніх печерах (ХІІІ — ХІV). Прп. Меркурія Києво-Печерського, єп. Смоленського, в Ближніх печерах (1239). Мчч. Марина і Астерія (260). Прп. Ора (бл. 390). Прмц. Потамії, чудотвориці. Прп. Феодосія Нового (IX—X). Свт. Єрофея Угорського (X). Св. Стефана I, короля Угорщини (1038). Прп. Феодори Сихловської (XVIII) (Румун.). - 8 — Свт. Еміліана, спов., єп. Кизицького (815—820). Прп. Григорія, іконописця Києво-Печерського, в Ближніх печерах (ХІІ). Свт. Мирона, чудотворця, єп. Критського (бл. 350). Мчч. Єлевферія і Леоніда. Прп. Григорія Синаїта (ХІV). - 9 — Апостола Матфія (бл. 63). Мч. Антонія Олександрійського. Прп. Псоя Єгипетського (ІV). Мчч. Юліана, Маркіана, Іоана, Якова, Олексія, Димитрія, Фотія, Петра, Леонтія, Марії, патрикії, та ін. (730). - 10 — Мчч. архідиякона Лаврентія, Сикста, папи, Фелікисима й Агапіта, дияконів, Романа, Римських (258). - 11 — Мч. архідиякона Євпла (304). Прмчч. Феодора і Василія Києво-Печерських, в Ближніх печерах (1098). Прп. Федора, кн. Острозького, КиєвоПечерського, в Дальніх печерах (бл. 1438). Мц. Сусанни, діви, і з нею Гая, папи Римського, Гавинія, пресвітера, Клавдія, Максима, Препедигни, Олександра і Куфія (295—296). - 12 — Мчч. Фотія й Аникити та багатьох із ними (305—306). Сщмч. Олександра, єп. Команського (ІІІ). Мчч. Памфіла й Капитона. - 13 — Віддання свята Преображення Господнього. Перенесення мощей прп. Максима Сповідника (662). Мчч. Іполита, Іринея, Авундія і мц. Конкордії в Римі (258). «Пом'якшення злих сердець» («Семистрільна», 1830) та званої «Страсна» (1641) ікон Божої Матері. - 14 — Передсвято Успіння Пресвятої Богородиці. Прор. Михея (з 12 пророків, VІІІ ст. до Р. Хр.). Перенесення мощей прп. Феодосія Києво-Печерського (1091). Сщмч. Маркела, єп. Апамейського (бл. 389). - 15 — УСПІННЯ ПРЕСВЯТОЇ ВЛАДИЧИЦІ НАШОЇ БОГОРОДИЦІ І ПРИСНОДІВИ МАРІЇ. Шанована ікона Успіння Божої Матері Києво-Печерська (1073). Ацкурської (І), Цилканської (ІV), Влахернської (Груз.), Бахчисарайської ікон Божої Матері. - 16 — Післясвято Успіння. Перенесення з Едеси до Константинополя нерукотворного образа (убруса) Господа Ісуса Христа (944). Мч. Діомида, лікаря (298). Мчч. 33-ох палестинських. Прп. Херимона Єгипетського (ІV). Мч. вел. кн. Костянтина (1714) (Румун.). - 17 — Мч. Мирона, пресвітера (250). Прп. Аліпія, іконописця Києво-Печерського, в Ближніх печерах (бл. 1114). Мчч. Павла, Юліанії та ін. (бл. 273). Мчч. Фірса, Левкія, Короната і воїнів їхніх (249—251). Мч. Патрокла (270—275). Мчч. Стратона, Филипа, Євтихіана і Кипріана (бл. 303). Свенської (Печерської) ікони Божої Матері (1288). - 18 — Мчч. Флора і Лавра (ІІІ). Мчч. Єрма, Серапіона і Полієна (ІІ). Сщмч. Еміліана, єпископа, і з ним Іларіона, Діонісія і Єрмипа (бл. 300). Свтт. Іоана (674) та Георгія (683), патріархів Константинопольських. Прп. Макарія, ігумена Пелікитського (бл. 830). Прп. Іоана Рильського (946). Ікони Божої Матері, названої «Всецариця» (XVII). - 19 — Мч. Андрія Стратилата і з ним 2593 мучеників (284—305). Мчч. Тимофія, Агапія і Фекли (бл. 304). - 20 — Прор. Самуїла (ХІ ст. до Р. Хр.). Мчч. Севира і Мемнона і з ними 37 мучеників (304). - 21 — Ап. від 70-х Фадея (бл. 44). Мц. Васси та її дітей: Феогнія, Агапія і Піста (305—311). Прп. Аврамія Працелюбного, Печерського, в Ближніх печерах (ХІІ — ХІІІ). - 22 — Мчч. Агафоника, Зотика, Феопрепія (Боголіпа), Акиндина, Северіана та інших (305—311). Сщмч. Афанасія, єп. (270—275), прп. Анфуси (бл. 298) та її слуг: мчч. Харисима і Неофіта (270—275). Мц. Євлалії, діви (бл. 303). Сщмч. Горазда, єп. Богемського і Мораво-Силезького (1942, Серб.). Грузинської ікони Божої Матері (1650). - 23 — Віддання свята Успіння Пресвятої Богородиці. Мч. Луппа (ІV). Сщмч. Іринея, єп. Ліонського (202). Прпп. Євтихія (бл. 540) та Флорентія (547). Свт. Калиника, патр. Константинопольського (705). - 24 — Сщмч. Євтихія, учня ап. Іоана Богослова (І). Перенесення мощей свт. Петра, митр. Київського, всієї Руси чудотворця (1479). Мч. Татіона (305). Мц. Сіри, діви Персидської (558). Прп. Георгія Лимніота (бл. 716). Рівноап. Косьми Етолійського (1779). - 25 — Перенесення мощей ап. Варфоломія (VІ). Ап. від 70-х Тита, єп. Критського (І). Свтт. Варсиса і Євлогія, єпископів Едеських, і Протогена, єп. Карійського, сповідника (ІV). Свт. Мини, патр. Константинопольського (536—552). - 26 — Мчч. Адріана і Наталії (305—311). - 27 — Прп. Пімена Великого (бл. 450). Прпп. сщмч. Кукші й учня його мч. Никона, Пімена, посника, Києво-Печерських, в Ближніх печерах (після 1114). Свт. Осії, спов., єп. Кордувійського (359). Свт. Ліверія, спов., папи Римського (366). Прп. Пімена Палестинського (бл. 602). Мц. Анфіси. Прп. Сави. - 28 — Прп. Мойсея Мурина (бл. 400). Знайдення мощей прп. Іова Почаївського (1659). Собор прпп. отців Києво-Печерських, в Дальніх печерах (прп. Феодосія) спочилих. Прав. Анни, пророчиці, дочки Фануїлової, що зустріла Господа Ісуса Христа в храмі Єрусалимському (І). Мц. Шушаніки, цариці Ранської (V, Груз.). - 29 — Усікновення глави пророка, Предтечі і Хрестителя Господнього Іоана. - 30 — Свтт. Олександра (340), Іоана (595) і Павла Нового (784), патріархів Константинопольських. Прп. Христофора Римлянина (VІ). Прп. Фантина, чудотворця в Солуні (ІХ — Х). Перенесення мощей блгв. кн. Олександра Новгородського (Невського, 1724). Свтт. Сербських: Сави І (1237), Арсенія І (1266), Сави ІІ (1269), Євстафія І (бл. 1285), Якова (1292), Никодима (1325), Даниїла (1338), архієпископів; Іоаникія (1354), Єфрема ІІ (після 1395), Спиридона (1388), Макарія (1574), Гавриїла І (1659), патріархів, і Григорія, єпископа. Свт. Варлаама, митр. Молдовського (1657) (Румун.). - 31 — Покладення чесного пояса Пресвятої Богородиці (395—408). Сщмч. Кипріана, єп. Карфагенського (258). Свт. Геннадія, патр. Царгородського (471). Редагувати шаблон · Детальніше… |
| Вересень |
| - 1 — Початок індикту — церковне новоліття. Прп. Симеона Стовпника (459) і матері його Марфи (бл. 428). Собор Вінницьких святих. Мч. Аїфала, диякона (380). Мцц. 40 дів, посниць, і мч. Амуна, диякона, вчителя їхнього (ІV). Мц. Калісти та братів її, мчч. Євода та Єрмогена (309). Прав. Ісуса Навина (ХVІ ст. до Р. Хр.). Собор Пресвятої Богородиці в Міасинській обителі (в пам'ять знайдення Її ікони, 864). Чернігівсько-Гефсиманської (1869) ікони Божої Матері. - 2 — Прпп. Антонія (1073) і Феодосія (1074) Києво-Печерських. Мч. Маманта (275), батька його Феодота і матері Руфини (ІІІ). Прп. Іоана посника, патр. Царгородського (595). Мчч. 3628 в Нікомидії (ІІІ — ІV). - 3 — Сщмч. Анфіма, єп. Нікомидійського, і з ним мчч. Феофіла, диякона, Дорофея, Мардонія, Мигдонія, Петра, Індиса, Горгонія, Зинона, Домни, діви, і Євфимія (302). Прп. Феоктиста, співпосника Єфимія Великого (467). Св. Фіви, диякониси (І). Сщмц. Василіси Нікомидійської (309). Сщмч. Аристіона, єп. Олександрійського. Свт. Іоаникія, патр. Сербського (1354). Пісидійської ікони Божої Матері. - 4 — Сщмч. Вавили, єп. Великої Антіохії, і з ним трьох отроків: Урвана, Прилідіана, Єполонія та матері їхньої Христодули (бл. 251). Прор. Боговидця Мойсея (1531 до Р. Хр.). Знайдення мощей свт. Іоасафа, єп. Білгородського (1911). Мц. Єрміонії, дочки ап. Филипа, диякона (бл. 117). Мч. Вавили Нікомидійського і з ним 84 отроків (ІV). Мчч. Феодора, Міана, Юліана та Кіона (305—311). Ікони Божої Матері, званої «Неопалима купина» (1680). - 5 — Прор. Захарії і прав. Єлисавети, батьків св. Іоана Предтечі (І). Прмч. Афанасія Берестейського (1648). Кончина блгв. кн. Гліба, в хрещенні Давида (1015). Мчч. Фифаїла і сестри його Фівеї (Вивеї, 98 — 138). Мч. Сарвила. Мц. Раїси (Іраїди, бл. 308). Мчч. Ювентина і Максима, воїнів (361—363). Мчч. Урвана, Феодора та Медимна і з ними 77 мужів від церковного чину, що в Нікомидії постраждали (370). Мч. Авдія (Авида) в Персії (V) - 6 — Спомин чуда архістратига Михаїла в Хонах (Колосах) (ІV). Мчч. Євдоксія, Зинона і Макарія (311—312). Прп. Архипа (ІV). Мчч. Киріака, Фавста, пресвітера, Авива, диякона, і з ними 11 мучеників (бл. 250). Прп. Давида (VІ). Сщмч. Кирила, єп. Гортинського (ІІІ — ІV). Мчч. Ромила і з ним багатьох інших (105—115). Києво-Братської (1654) й Арапетської ікон Божої Матері. - 7 — Передсвято Різдва Пресвятої Богородиці. Мч. Созонта (бл. 304). Прмч. Макарія Канівського, архім. Овруцького, Переяславського (1678). Апп. від 70-х Євода (66) й Онисифора (після 67). Мч. Євпсихія (ІІ). Прп. Луки (після 975). - 8 — РІЗДВО ПРЕСВЯТОЇ ВЛАДИЧИЦІ НАШОЇ БОГОРОДИЦІ І ПРИСНОДІВИ МАРІЇ. Ікони Софії — Премудрості Божої (Київської). Почаївської (1559), Домницької (1696), Холмської, Ліснинської та Кам'янкаСтрумилової (XVII) ікон Божої Матері. - 9 — Післясвято Різдва Пресвятої Богородиці. Правв. Богоотців Іоакима й Анни. Мч. Северіана (320). Знайдення і перенесення мощей свт. Феодосія, архієп. Чернігівського (1896). Прп. Феофана, спов. (бл. 300). Мчч. Харитона і Стратора (Стратоника). Блж. Микити в Царгороді (ХІІ). Спомин ІІІ Вселенського собору (431). - 10 — Мцц. Минодори, Митродори й Німфодори (305—311). Прп. Павла Послушного, Києво-Печерського, в Дальніх печерах (ХІІІ — ХІV). Апп. від 70-х: Апелія, Лукія і Климента (І). Мч. Варипсава (ІІ). Блгв. цариці Грецької Пульхерії (453). Свтт. Петра і Павла, єпп. Нікейських (ІХ). - 11 — Прп. Силуана Афонського (1938). Прп. Феодори Олександрійської (474—491). Мчч. Димитрія, Єванфії, дружини його, і Димитріана, сина їхнього (І). Мчч. Діодора і Дидима, Сирійських. Мц. Ії (362—364). Прп. Єфросина (ІХ). - 12 — Віддання свята Різдва Пресвятої Богородиці. Сщмч. Автонома, єп. Італійського (313). Мч. Юліана і з ним 40 мучеників (ІV). Мч. Феодора Олександрійського. Сщмч. Корнута, єп. Нікомидійського (249—259). - 13 — Передсвято Воздвиження чесного Хреста Господнього. Пам'ять оновлення (освячення) храму Воскресіння Христового в Єрусалимі (335). Сщмч. Корнилія, сотника (І). Мчч. Кронида, Леонтія і Серапіона (бл. 237). Мчч. Селевка і Стратоника (ІІІ). Мчч. Макровія і Гордіана (320). Сщмч. Юліана, пресвітера (ІV). Мчч. Іллі, Зотика, Лукіана і Валеріана (320). Прп. Петра в Атрої (ІХ). Вмц. Кетевані, цариці Кахетинської (1624, Груз.). - 14 — ВОЗДВИЖЕННЯ ЧЕСНОГО І ЖИВОТВОРЧОГО ХРЕСТА ГОСПОДНЬОГО. Упокоєння свт. Іоана Золотоустого (407). Ліснинської ікони Божої Матері (1683). - 15 — Післясвято Воздвиження. Вмч. Микити (бл. 372). Знайдення мощей свт. Акакія, спов., єп. Мелітинського (ІІІ). Мчч. Максима, Феодота, мц. Аскліади (Аскліпіодоти) (305—311). Мч. Порфирія (361). Знайдення мощей першомученика архідияк. Стефана (415). Прп. Філофея, пресвітера, в Малій Азії (Х). Свт. Йосифа, єп. Алавердського (570, Груз.). Свт. Симеона, архієп. Солунського (1429). Новоникитської ікони Божої Матері (372). - 16 — Вмц. Євфимії Всехвальної (304). Мц. Севастіани (І). Мц. Мелітини (138—161). Мчч. Віктора і Сосфена (бл. 304). Прп. Дорофея, пустинника Єгипетського (ІV). Мц. Людмили, кн. Чеської (927). Мчч. братів Йосифа та Ісака (808, Груз.). Свт. Кипріана, митрополита Київського і всієї Руси, чудотворця (1406). Ікони Божої Матері, званої «Зглянься на смирення» (1420). - 17 — Мцц. Віри, Надії, Любові та матері їх Софії (бл. 137). Мцц. Феодотії (бл. 230) і Агафоклії. Мчч. 156: Пелія і Ніла, єпп. Єгипетських, Зинона, пресвітера, Патермуфія, Іллі та інших (310). Царгородської (1071) ікони Божої Матері. - 18 — Прп. Євменія, єп. Гортинського (VІІ). Мц. Аріадни (ІІ). Мцц. Софії та Ірини (ІІІ). Мч. Кастора. Мчч. Бидзина, Шалви і Єлизбара, князів Ксанських (1660, Груз.). Молченської (1405) і Барської ікон Божої Матері. - 19 — Мчч. Трофима, Саватія і Доримедонта (276). Мч. Зосими, пустинника (ІV). Блгв. вел. кн. Ігоря Чернігівського та Київського (1147). - 20 — Вмч. Євстафія Плакиди, дружини його Феопистії та синів їхніх Агапія і Феопіста (бл. 118). Мчч. та сповв. Михаїла, кн. Чернігівського, і боярина його Феодора, чудотворців (1245). Прп. і блгв. кн. Олега Брянського (бл. 1285). - 21 — Віддання свята Воздвиження животворчого Хреста Господнього. Ап. від 70-х Кодрата (бл. 130). Знайдення мощей свт. Димитрія, митр. Ростовського (1752). Сщмчч. Іпатія, єпископа, та Андрія, пресвіт. (бл. 730—735). Свтт. Ісакія і Мелетія, єпп. Кіпрських. Мчч. Євсевія і Приска. - 22 — Прор. Іони (VІІІ ст. до Р. Хр.). Сщмч. Фоки, єп. Синопського (117). Прп. Іони, пресвітера (ІХ), батька свв. Феофана, творця канонів, і Феодора, Начертанних. Мч. Фоки, вертоградаря (бл. 320). Прав. Петра, колишнього митаря (VІ). - 23 — Зачаття чесного славного пророка, Предтечі і Хрестителя Іоана. Прпп. жон Ксанфипи та Поліксенії (109). Мц. Іраїди, діви (бл. 308). Мчч. Андрія, Іоана і синів Іоанових Петра та Антоніна (ІХ). - 24 — Прп. Феодосія Манявського (1629). Першомц. рівноап. Фекли (І). Прп. Копрія (530). Св. царя Стефана Сербського (1224) та сина його св. царя Владислава Сербського (1230—1239). - 25 — Прп. Єфросинії Олександрійської (V). Прп. Сергія, ігум. Радонезького, всієї Руси чудотворця (1392). Прмч. Пафнутія Єгиптянина і з ним 546 мчч. (ІІІ). Прп. Єфросинії Суздальської, в миру Феодулії (1250). - 26 — Апостола, євангелиста Іоана Богослова (початок ІІ). - 27 — Мч. Калістрата та воїнів його: Гімнасія та інших (304). Апп. від 70-х: Марка, Аристарха і Зіни (І). Мц. Єпихарії (ІІІ). Прп. Ігнатія (963—975). Браїловської ікони Божої Матері. - 28 — Прп. Харитона Сповідника (бл. 350). Собор преподобних отців Києво-Печерських, що в Ближніх печерах (прп. Антонія) спочивають. Прор. Варуха (VІ ст. до Р. Хр.). Мчч. Олександра, Алфея, Зосими, Марка, пастиря, Никона, Неона, Іліодора та ін. (ІV). Блгв. кн. В'ячеслава Чеського (935). - 29 — Прп. Киріака, пустельника (556). Мчч. Дади, Гаведдая і Каздої (ІV). Прп. Феофана Милостивого. - 30 — Сщмч. Григорія, єп., просвітителя Великої Вірменії (бл. 335). Свт. Михаїла, першого митр. Київського і всієї Руси (992). Мцц. Рипсимії, Гіанії і з ними 35 святих дів (поч. ІV). Редагувати шаблон · Детальніше… |
| Жовтень |
| - 1 — Покрова Пресвятої Владичиці нашої Богородиці і Приснодіви Марії. Ап. від 70-х Ананії (І). Прп. Романа Солодкоспівця (бл. 556). Прп. Домнина Солунського (ІV). Прмч. Михаїла, ігумена Зовійського, і з ним 36 прмчч. (780—790). Прав. Петра (Калнишевського) Багатостраждального (1803). Святкування на честь хітона Господнього і Стовпа Животворчого (Груз.). Люблінської, Касперівської і Гербовецької ікон Божої Матері. - 2 — Сщмч. Кипріана, мц. Юстини та мч. Феоктиста (304). Блж. Андрія, Христа ради юродивого (936). Мчч. Давида і Константина, князів Арагветських (740, Груз.). - 3 — Сщмчч. Діонісія Ареопагіта, єп. Афінського (96), Рустика, пресвітера, та Єлевферія, диякона. Прп. Діонісія, затворника Києво-Печерського, в Дальніх печерах (ХV). Прп. Іоана Хозевіта, єп. Кесарійського (VІ). Блж. Ісихія Хоривіта (VІ). - 4 — Сщмч. Єрофея, єп. Афінського (І). Блгв. кн. Володимира Ярославовича, Новгородського, чудотворця (1052). Прпп. Елладія й Онисима, затворників Києво-Печерських, в Ближніх печерах (ХІІ — ХІІІ). Прп. Аммона, затворника Києво-Печерського, в Дальніх печерах (ХІІІ). Мчч. Гаїя, Фавста, Євсевія і Херимона (ІІІ). Сщмч. Петра Капітолійського (ІІІ — ІV). Мцц. Домнини та дочок її Віринеї (Вероніки) і Проскудії (Просдоки) (305—306). Прп. Амона (бл. 350). Прп. Павла Препростого (ІV). Мчч. Давикта (Адавкта) і дочки його Калісфенії (ІV). Свт. Стефана Щиляновича (1515, Серб.). - 5 — Мц. Харитини (304). Прпп. Даміана, пресвіт., цілителя (1071), Єремії (бл. 1070) і Матфея (бл. 1085) прозорливих, Києво-Печерських, в Ближніх печерах. Сщмч. Діонісія, єп. Олександрійського (264—265). Мц. Мамелхви Персидської (бл. 344). Прп. Григорія Хандзойського (861, Груз.). - 6 — Апостола Фоми (І). Сщмч. Никифора, екзарха Константинопольського патріарха в Україні (XVI). - 7 — Мчч. Сергія і Вакха (290—303). Прп. Сергія Послушного, Києво-Печерського, в Ближніх печерах (бл. ХІІІ). Мчч. Юліана, пресвітера, і Кесарія, диякона (І). Мц. Пелагеї Тарсійської (290). Мч. Поліхронія, пресвітера (ІV). - 8 — Прп. Пелагеї (457). Прп. Таїсії (ІV). Св. Пелагії, діви (303). - 9 — Апостола Якова Алфеєва (І). Прпп. Андроника та дружини його Афанасії (V). Праведного Авраама, праотця, і племінника його Лота (2000 до Р. Хр.). Мчч. Євентія (Ювентина) і Максима (361—363). Мц. Поплії, сповідниці, диякониси Антіохійської (361—363). Прп. Петра Галатійського (ІХ). - 10 — Мчч. Євлампія та Євлампії (303—311). Свт. Амфілохія, єп. ВолодимироВолинського (1122). Собор Волинських святих. Мч. Феотекна (ІІІ — ІV). Прп. Вассіана (V). Прп. Феофіла, спов. (VІІІ). - 11 — Ап. Филипа, одного з 7-ох дияконів (І). Прп. Феофана, сповідника, творця канонів, єп. Нікейського (бл. 850). Прп. Феофана, посника Києво-Печерського, в Ближніх печерах (ХІІ). Мцц. Зінаїди і Филоніли (І). - 12 — Мчч. Прова, Тараха і Андроника (304). Прп. Косми, єп. Маюмського, творця канонів (бл. 787). Мц. Домники (286). Свт. Мартина Милостивого, єп. Турського (бл. 400). Єрусалимської (48), Рудненської (1687) ікон Божої Матері. - 13 — Мчч. Карпа, єп. Фіатирського, Папили, диякона, Агафодора і мц. Агафоніки (251). Прп. Веніаміна, затворника Києво-Печерського, в Дальніх печерах (ХІV). Мч. Флорентія (І — ІІ). Мч. Веніаміна, диякона (421—424). Прп. Микити, спов. (бл. 838). Мц. Хриси (Злати) (1795, Болг.). Іверської, Семиозерної (ХVІІ) ікон Божої Матері. - 14 — Мчч. Назарія, Гервасія, Протасія, Келсія (І). Прп. Параскеви Сербської (ХІ). Прп. Миколи Святоші, кн. Чернігівського, Києво-Печерського чудотворця, в Ближніх печерах (1143). Мч. Сильвана, пресвітера Газького (ІV). Упокоєння прав. Петра (Калнишевського) Багатостраждального (1803). - 15 — Прп. Єфимія Нового, Солунського (889). Прмч. Лукіана, пресвітера Антіохійського (312). Сщмч. Лукіана, Києво-Печерського, в Дальніх печерах (1243). Мчч. Сарвила та Вевеї (ІІ). Свт. Савина, єп. Катанського (760). Ікони Божої Матері «Спорителька хлібів» (ХІХ). - 16 — Мч. Лонгина, сотника, що при Хресті Господньому (І). Прп. Лонгина, воротаря Києво-Печерського, в Дальніх печерах (ХІІІ — ХІV). - 17 — Прор. Осії (820 до Р. Хр.). Прмч. Андрія Критського (767). Мчч., безсрр. Косми і Даміана Аравійських і братів їхніх мчч. Леонтія, Анфіма і Євтропія (287 або 303). Перенесення мощей прав. Лазаря Чотириденного, єп. Китійського (898). Ікон Божої Матері, званих «До Різдва і після Різдва Діва» (1827) та «Визволителька» (біля 1889). - 18 — Апостола і євангелиста Луки (І). Мч. Марина (ІV). Прп. Юліана (ІV). - 19 — Прор. Іоїля (800 до Р. Хр.). Мч. Уара і з ним 7-ох учителів християнських (бл. 307). Блж. Клеопатри (327) та сина її Іоана (320). Сщмч. Садока, єп. Персидського, і з ним 128 мчч. (342). Перенесення мощей прп. Іоана Рильського (1238). - 20 — Вмч. Артемія (362). - 21 — Прп. Іларіона Великого (371—372). Перенесення мощей свт. Іларіона, єп. Меглинського (1206). Прп. Іларіона, схимника Києво-Печерського, в Дальніх печерах (ХІ). Мчч. Дасія, Гаїя і Зотика (303). - 22 — Рівноап. Аверкія, єп. Ієрапольського, чудотворця (бл. 167). Сімох отроків у Ефесі: Максимиліана, Ямвлиха, Мартиніана, Діонісія, Антоніна, Константина (Єксакустодіана) та Іоана (250, 408—450). Мчч. Олександра, єп., Іраклія, воїна, та жон Анни, Єлисавети, Феодори та Глікерії (ІІ — ІІІ). Андрониківської (1281—1332), Казанської (1579) ікон Божої Матері. - 23 — Апостола Якова, брата Господнього за плоттю (бл. 63). Свт. Ігнатія, патр. Константинопольського (877—878). - 24 — Ікони Божої Матері «Всіх скорботних радість» (1688). Мч. Арефи і з ним 4299 мчч. (523). Прпп. Арефи (бл. 1195), Сисоя (ХІІ — ХІІІ) і Феофіла (ХІІ — ХІІІ), затворників Києво-Печерських, в Ближніх печерах. Блж. Єлезвоя, царя Ефіопського (бл. 553—555). Мц. Синклитикії та двох дочок її (VІ). Свт. Афанасія, патр. Царгородського (1311). - 25 — Мчч. Маркіана і Мартирія (бл. 355). Прпп. Мартирія, диякона, і Мартирія, затворника, Києво-Печерських, в Дальніх печерах (ХІІІ — ХІV). Мч. Анастасія (ІІІ). Прав. Тавифи (І). - 26 — Вмч. Димитрія Солунського (бл. 306). Прп. Феофіла Києво-Печерського, єп. Новгородського, в Дальніх печерах (бл. 1482). Мч. Лупа (бл. 306). Прп. Афанасія Мидикійського (бл. 814). Прп. Димитрія Басарбовського (1685, Болг.). - 27 — Мч. Нестора Солунського (бл. 306). Прп. Нестора Літописця, Києво-Печерського, в Ближніх печерах (бл. 1114). Мцц. Капітоліни та Єротиїди (304). Мч. Марка та інших з ним (304). - 28 — Вмц. Параскеви-П'ятниці (ІІІ). Прп. Іова, ігум. Почаївського (1651). Свт. Димитрія, митр. Ростовського (1709). Прп. Нестора, некнижного, Києво-Печерського, в Дальніх печерах (ХІV). Мчч. Терентія і Неоніли і дітей їхніх Сарвила, Фота, Феодула, Ієракса, Нита, Вила та Євникії (бл. 249—250). Прп. Стефана Саваїта, творця канонів (ІХ). Свт. Арсенія, архієп. Сербського (1266). Мчч. Африкана, Терентія, Максима, Помпія та інших 36 (ІІІ). Сщмч. Киріака, патр. Єрусалимського (363). Прп. Іоана Хозевіта, єп. Кесарійського (VІ). Сщмч. Неофіта, єп. Урбниського (VІІ, Груз.). Прп. Феофіла Київського, Христа заради юродивого (1853). - 29 — Прмч. Анастасії Римлянки (ІІІ). Прп. Аврамія, затворника, і блж. Марії, племінниці його (бл. 360). Мчч. Клавдія, Астерія, Неона і Феоніли (285). Прп. Анни (826). - 30 — Сщмч. Зіновія, єп. Егейського, і сестри його мц. Зіновії (285). Апп. від 70-х: Тертія, Марка, Юста, Артеми (І). Сщмч. Маркіана, єп. Сиракузького (ІІ). Мц. Євтропії (бл. 250). Мц. Анастасії Солунської (ІІІ). Св. Стефана Милютина, короля Сербського (1320), брата його Драгутина (1316) і матері їхньої Єлени (1306, Серб.). Озерянської ікони Божої Матері (ХVІ). - 31 — Апп. від 70-х: Стахія, Амплія, Урвана, Наркиса, Апелія та Аристовула (І). Мч. Єпимаха (бл. 250). Прпп. Спиридона і Никодима, просфорників Києво-Печерських, в Ближніх печерах (ХІІ). Прп. Маври (V). Редагувати шаблон · Детальніше… |
| Листопад |
| - 1 — Безсрр. і чудотворців Косми та Даміана Асійських і матері їхньої прп. Феодотії (ІІІ). Сщмчч. Іоана, єп., і Якова, пресвітера, що в Персії постраждали (бл. 345). Мцц. Кирієни та Юліанії (305—311). Мч. Єрминингельда, царевича Готського (586). Мчч. Кесарія, Дасія і з ними п'ятьох (VІІ). - 2 — Мчч. Акиндина, Пигасія, Афонія, Елпідіфора, Анемподиста та інших з ними (бл. 341—345). Прп. Маркіана Киринейського (388). - 3 — Мчч. Акепсима, єп., Йосифа, пресвітера, і Аїфала, диякона (ІV). Оновлення храму вмч. Георгія в Лідді (ІV). Мчч. Атика, Агапія, Євдоксія, Катерія, Істукарія, Пактовія, Никтополіона та воїнів їх (бл. 320). Прп. Акепсима (ІV). Прп. Снандулії (ІV). - 4 — Прп. Іоаникія Великого (846). Сщмчч. Никандра, єп. Мирського, і Єрмія, пресвітера (І). Прп. Меркурія, посника Києво-Печерського, в Дальніх печерах (ХІV). Свт. Павла (Конюшкевича), митрополита Тобольського (1770). - 5 — Мчч. Галактіона та Єпістимії (ІІІ). Апп. від 70-х: Патрова, Єрма, Ліна, Гаїя, Філолога (І). Свт. Григорія, архієп. Олександрійського (ІХ). - 6 — Свт. Павла, патр. Константинопольського, спов. (350). Прп. Луки, іконома Києво-Печерського, в Ближніх печерах (ХІІІ). Мцц. Текуси, Олександри, Полактії, Клавдії, Єфросинії, Афанасії і Матрони (ІІІ). Прп. Луки Тавроменійського (800—820). - 7 — Мчч. у Мелитині: Ієрона, Ісихія, Никандра, Афанасія, Маманта, Варахія, Калиника, Феогена, Никона, Лонгина, Феодора, Валерія, Ксанфія, Феодула, Калимаха, Євгенія, Феодоха, Острихія, Єпифанія, Максиміана, Дукитія, Клавдіана, Феофіла, Гігантія, Дорофея, Феодота, Кастрикія, Аникити, Фемелія, Євтихія, Іларіона, Діодота й Амонита (ІІІ). Прп. Лазаря Галісійського (1053). Мч. Феодота, корчемника (303). Мчч. Меласипа і Касинії та сина їхнього Антоніна (363). Мчч. Авкта, Тавріона і Фесалонікії. - 8 — Собор архістратига Михаїла та інших небесних сил безплотних. Архангелів: Гавриїла, Рафаїла, Уриїла, Селафиїла, Ієгудиїла, Варахиїла та Ієремиїла. - 9 — Ікони Божої Матері «Скоропослушниця» (X). Мчч. Онисифора і Порфирія (бл. 284—305). Прп. Матрони (бл. 492). Прп. Феоктисти (881). Прп. Онисифора, сповідника Києво-Печерського, в Ближніх печерах (1148). Мч. Олександра Солунського (ІV). Мч. Антонія (V). Прп. Іоана Колова (V). Прпп. Євстолії (610) і Сосипатри (бл. 625). Свт. Нектарія Егінського, митр. Пентапольского, чудотворця (1920). - 10 — Апп. від 70-х: Ераста, Олімпа, Родіона, Сосипатра, Куарта (Кварта) і Тертія (І). Мч. Ореста, лікаря (304). Сщмч. Милія, єп. Персидського, і двох учнів його (341). Прп. Феостирикта, що в Символах. Мч. Константина, кн. Грузинського (842). Колесування вмч. Георгія (303, Груз.). - 11 — Вмч. Мини (304). Мч. Віктора і мц. Стефаниди (ІІ). Мч. Вікентія (304). Прп. Феодора Студита, спов. (826). Мч. Стефана Дечанського (бл. 1336, Серб.). - 12 — Свт. Іоана Милостивого, патр. Олександрійського (620). Прп. Ніла, посника (V). Прор. Ахії (960 до Р. Хр.). Ікони Божої Матері «Милостива». - 13 — Свт. Іоана Золотоустого, архієп. Константинопольського (407). Мчч. Антоніна, Никифора і Германа (308). Мц. Манефи (308). - 14 — Апостола Филипа (І). Правовірного царя Юстиніана (565) і цариці Феодори (548). Свт. Григорія Палами, архієп. Фессалонікійського (бл. 1360). - 15 — Мчч. і сповв. Гурія, Самона (299—306) і Авіва (322). Прп. Паїсія Величковського (1794). Мчч. Елпідія, Маркела і Євстахія (361—363). Мч. Димитрія (бл. 307). Куп'ятицької ікони Божої Матері (1182). Початок Різдвяного посту. - 16 — Апостола і євангелиста Матфея (60). Прав. Фулвіана, кн. Ефіопського, у св. хрещенні Матфея (І). - 17 — Свт. Григорія, чудотворця, єп. Неокесарійського (бл. 266—270). Прп. Лазаря, іконописця (бл. 857). Мч. Гоброна, у св. хрещенні Михаїла, і з ним 133 воїнів (914, Груз.). - 18 — Мч. Платона (302 або 306). Мчч. Романа, диякона, і отрока Варула (303). Мчч. Закхея, диякона Гадаринського, і Алфея, читця Кесарійського (303). - 19 — Прор. Авдія, з 12-ох (ІХ ст. до Р. Хр.). Мч. Варлаама (бл. 304). Прп. Варлаама та Іоасафа, царевича Індійського, і батька його Авеніра, царя (ІV). Прп. Варлаама, ігум. Києво-Печерського, в Ближніх печерах (1065). Мчч. Ази і з ним 150 воїнів (284—305). Мч. Іліодора (бл. 273). Прп. Іларіона, чудотворця (875, Груз.). Сщмч. Порфирія, єп. Сімферопольського (1937). Прп. Олексія Карпаторуського (1947). Ікони Божої Матері «В скорботах і печалях утіха» (1863). - 20 — Передсвято Введення в храм Пресвятої Богородиці. Прп. Григорія Декаполіта (816). Свт. Прокла, архієп. Константинопольського (446—447). Мч. Дасія (284—305). Мчч. Євстафія, Феспесія й Анатолія (312). Сщмчч. Нирси, єп., та Йосифа, учня його, Іоана, Саверія, Ісакія та Іпатія, єпп. Персидських; мчч. Азата, скопця, Сасонія, Фекли, Анни та інших багатьох мужів і жінок, що в Персиді постраждали (343). - 21 — ВВЕДЕННЯ В ХРАМ ПРЕСВЯТОЇ ВЛАДИЧИЦІ НАШОЇ БОГОРОДИЦІ І ПРИСНОДІВИ МАРІЇ. - 22 — Післясвято Введення. Апп. від 70-х: Филимона й Архипа і мц. рівноапостольної Апфії (І). Блвг. Ярополка, у св. хрещенні Петра, кн. ВолодимирВолинського (1086). Мчч. Кикилії (Цецилії), Валеріана, Тивуртія і Максима (бл. 230). Мч. Прокопія, читця (303). Мч. Менигна (250). Прп. Агави Ісмаїльтянина (V). Прав. Михаїла, воїна, болгарина (866). - 23 — Свт. Амфілохія, єп. Іконійського (після 394). Свт. Григорія, єп. Акрагантійського (VІ — VІІ). Мчч. Сисинія, єп. Кизицького (ІІІ), і Феодора Антіохійського (ІV). Блгв. кн. Олександра Новгородського (Невського), в схимі Олексія (1263). - 24 — Вмч. Меркурія (ІІІ). Вмц. Катерини (305—313). Прп. Меркурія, посника Києво-Печерського, в Дальніх печерах (ХІV). Прп. Меркурія Чернігівського, ігум. Бригинського (1956). Мц. Августи, мчч. Порфирія Стратилата і 200 воїнів (305—313). Прп. Мастридії. Мц. Філофеї (1060, Румун.). - 25 — Сщмчч. Климента, папи Римського (101), і Петра, архієп. Олександрійського (311). Прп. Петра, мовчальника (бл. 429). - 26 — Прп. Аліпія, стовпника (640). Свт. Інокентія, єп. Іркутського (1731). Прп. Якова, пустельника (457). - 27 — Вмч. Якова Персянина (421). Прп. Палладія (VІ — VІІ). Прмчч. монахів 17 в Індії (ІV). Прп. Романа (V). Знайдення мощей блгв. кн. Новгородського Всеволода, у св. хрещенні Гавриїла, Псковського чудотворця (1192). Ікони Божої Матері «Знамення». - 28 — Прмч. і спов. Стефана Нового (767). Мч. Іринарха і святих сімох жон (303). Мчч. Стефана, Василія, Григорія, іншого Григорія, Іоана та багатьох ін. (VІІІ). - 29 — Мч. Парамона і з ним 370 мчч. (250). Мч. Філумена (бл. 274). Прп. Акакія Синайського (VІ). Прп. Нектарія Києво-Печерського, в Ближніх печерах (ХІІ). Сщмч. Авіва, єп. Некреського (VІ, Груз.). - 30 — Апостола Андрія Першозваного (62). Свт. Фрументія, архієп. Індійського (Ефіопського, бл. 380). Редагувати шаблон · Детальніше… |
| Грудень |
| - 1 — Прор. Наума (VІІ ст. до Р. Хр.). Прав. Філарета Милостивого (792). Мч. Ананії Персянина. - 2 — Прор. Авакума (VІІ ст. до Р. Хр.). Прпп. Афанасія, затворника КиєвоПечерського, в Ближніх печерах (бл. 1176), та іншого Афанасія, затворника Києво-Печерського, в Дальніх печерах (ХІІІ). Мц. Миропії (бл. 251). Прпп. Іоана, Іраклемона, Андрія та Феофіла (ІV). Прп. Ісе (Ієсея), єп. Цилканського (VІ, Груз.). Свт. Стефана Уроша, царя Сербського (1367). Ікони Божої Матері «Герондиса». - 3 — Прор. Софонії (635—605 до Р. Хр.). Прп. Феодула Царгородського (бл. 440). Прп. Іоана Мовчальника, колишнього єп. Колонійського (558). Сщмч. Феодора, архієп. Олександрійського (606). - 4 — Вмц. Варвари і мц. Юліанії (бл. 306). Прп. Іоана Дамаскина (бл. 780). Прп. Іоана, єп. Полівотського (VІІІ). - 5 — Прп. Сави Освяченого (532). Мч. Анастасія. Прпп. Киріона, ченця, та сина його Захарії, єгиптян (ІV). - 6 — Святителя Миколая, архієпископа Мир Лікійських, чудотворця (бл. 345). - 7 — Свт. Амвросія, єп. Медіоланського (397). Прп. Іоана, посника КиєвоПечерського, в Ближніх печерах (ХІІ). Мч. Афінодора (бл. 304). Прп. Павла Послушного. - 8 — Прп. Патапія (VІІ). Апп. від 70-х: Сосфена, Аполлоса, Кифи, Тихика, Єпафродита, Кесарія та Онисифора (І). Мчч. 62 ієреїв та 300 мирян, що в Африці від аріан постраждали (477). Мц. Анфіси в Римі (V). - 9 — Зачаття прав. Анною Пресвятої Богородиці. Пророчиці Анни, матері прор. Самуїла (1100 до Р. Хр.). Свт. Софронія, архієп. Кіпрського (VІ). Прп. Стефана Новосіятеля (912). Ікони Божої Матері «Несподівана радість». - 10 — Мчч. Мини, Єрмогена та Євграфа (бл. 313). Свт. Іоасафа, єп. Білгородського (1754). Мч. Гемела Пафлагонянина (бл. 361). Прп. Фоми (Х). Блж. Іоана (1503) та батьків його, блж. Стефана (1446) і блж. Ангеліни, правителів Сербських. - 11 — Прп. Даниїла стовпника (489—490). Прп. Никона Сухого, Києво-Печерського, в Ближніх печерах (ХІІ). Мч. Миракса (VІІ). Мчч. Акепсія та Аїфала. Прп. Луки стовпника (бл. 970—980). Прп. Кукші Одеського (1964). - 12 — Свт. Спиридона, єп. Тримифунтського, чудотворця (бл. 348). Сщмч. Олександра, єп. Єрусалимського (251). Мч. Розумника (Синезія, 270—275). - 13 — Мчч. Євстратія, Авксентія, Євгенія, Мардарія та Ореста (284—305). Мц. Лукії (304). Прп. Аркадія Новоторзького (ХІ). Прп. Мардарія, затворника Києво-Печерського, в Дальніх печерах (ХІІІ). Прп. Арсенія (VІІІ — Х). Свт. Досифея, митр. Молдавського (1693) (Румун.). - 14 — Мчч. Фірса, Левкія і Калиника (249—251). Мчч. Филимона, Аполлонія, Аріана і Феотиха (286—287). - 15 — Сщмч. Єлевферія, матері його мц. Анфії та мч. Корива, єпарха (ІІ). Прп. Павла Латрійського (955). Свт. Стефана, спов., архієп. Сурозького (VІІІ). Собор Кримських святих. Мч. Єлевферія (305—311). Прп. Парда, самітника (VІ). - 16 — Прор. Аггея (500 до Р. Хр.). Мч. Марина (ІІІ). Блж. цариці Феофанії (893—894). - 17 — Прор. Даниїла та трьох отроків: Ананії, Азарії та Мисаїла (600 до Р. Хр.). Прп. Даниїла, спов., у схимі Стефана (Х). - 18 — Мчч. Севастіана та воїнів його: Никострата скарбника, дружини його Зої, Касторія, Транквилліна, пресвітера, та синів його Маркеліна та Марка, дияконів, Клавдія, начальника над тюрмами, сина його Симфоріана, брата його Вікторина, Тивуртія і Кастула (бл. 287). Свт. Модеста, архієп. Єрусалимського (633—634). Прп. Флора, єп. Амійського (VІІ). Прп. Михаїла, сповідника (бл. 845). - 19 — Мч. Воніфатія (290). Прп. Іллі Муромця, Києво-Печерського, в Ближніх печерах (бл. 1188). Мчч. Іллі, Прова та Ариса, єгиптян (308). Мч. Полієвкта і Тимофія, диякона (ІV). Свт. Воніфатія Милостивого, єп. Ферентійського (VІ). Свт. Григорія, єп. Омиритського (бл. 552). Прп. Амфілохія Почаївського (1970). - 20 — Передсвято Різдва Христового. Сщмч. Ігнатія Богоносця (107). Прп. Ігнатія, архім. Києво-Печерського, в Дальніх печерах (1435). Свт. Філогонія, єп. Антиохійського (323). Свт. Даниїла, архієп. Сербського (1338). Новодворської і Леньківської (Новгород-Сіверської), званої «Спасителька потопаючих», ікон Божої Матері. - 21 — Мц. Юліанії і з нею 500 мужів та 130 жінок, що в Нікомидії постраждали (304). Упокоєння святителя Петра, митр. Київського і всієї Руси чудотворця (1326). Мч. Фемістоклея (251). - 22 — Вмц. Анастасії Узорішительниці (бл. 304). Мчч. Хрисогона, Феодотії, Євода, Євтихіана та інших (бл. 304). - 23 — Мчч. на Криті: Феодула, Саторнина, Євпора, Геласія, Євникіана, Зотика, Помпія, Агафопуса, Василіда та Євареста (ІІІ). Прп. Нифонта, єп. Кіпрського (ІV). Прп. Павла, єп. Неокесарійського (ІV). - 24 — Навечір'я Різдва Христового (Різдвяний святвечір). Прмц. Євгенії і з нею мчч. Прота, Якинфа та Клавдії (бл. 262). Прп. Миколая, ченця (ІХ). Літургія за чином свт. Василія Великого. - 25 — РІЗДВО ГОСПОДА БОГА І СПАСИТЕЛЯ НАШОГО ІСУСА ХРИСТА. Літургія за чином свт. Іоана Золотоустого. - 26 — Післясвято Різдва Христового. Собор Пресвятої Богородицi. Сщмч. Єфимія, єп. Сардійського (бл. 840). Прп. Костянтина Синадського (VІІІ). Прп. Євареста (825). Віленсько-Остробрамських, званих «Трьох радостей», «Милостива», і Барловської «Блаженна утроба» (1392) ікон Божої Матері. Літургія за чином свт. Іоана Золотоустого. - 27 — Ап. першомч. та архідиякона Стефана (34). Прп. Феодора Начертанного, спов. (бл. 840). Свт. Феодора, архієп. Константинопольського (бл. 686). - 28 — Мчч. 20 000, що в Нікомидії були спалені: Гликерія, пресвіт., Зинона, Феофіла, дияк., Дорофея, Мардонія, Мигдонія, дияк., Індиса, Горгонія, Петра, Євфимія, мцц. Агафії, Домни, Феофіли та інших (302). Ап. від 70-х Никанора (34). - 29 — Прп. Іова Манявського (1621). Мчч. 14 000 немовлят, яких Ірод убив у Вифлеємі (І). Прп. Маркела, ігумена обителі «Невсипущих» (485). Прпп. Марка, гробокопателя, Феофіла та Іоана Києво-Печерських, в Ближніх печерах (ХІІ). Прп. Фадея, спов. (818). Прп. Лаврентія Чернігівського (1950). - 30 — Мц. Анісії (285—305). Прп. Зотика, пресвітера (ІV). Ап. від 70-х Тимона (І). Мч. Філітера Нікомидійського (311). Прп. Феодори Кесарійської (VІІІ). Прп. Феодори Царгородської (940). - 31 — Віддання свята Різдва Христового. Прп. Меланії Римлянки (439). Редагувати шаблон · Детальніше… |